# Marshallův útok
Marshallův útok (ECO C89) je ostrá varianta ve Španělské hře.
Charakterizují ji tahy:
1. e4 e5 2. Jf3 Jc6 3. Sb5 a6 4. Sa4 Jf6 5. 0–0 Se7 6. Ve1 b5 7. Sb3 0–0 8. c3 d5
Tento tah si připravil a použil velmistr F. Marshall na svého soupeře mistra světa J. R. Capablancu, New York 1918 (partie je k nalezení v článku Teoretická novinka).
Černý obětuje pěšce, aby získal náskok ve vývinu a útok na bílého krále.
Debut této varianty se nezdařil, Marshall zvolil pokračování, které dnes není považováno za nejlepší a Capablanca se přesnou hrou ubránil a zvítězil. Postupem času se ale našly jiné možnosti, které hru černého zesílily. Řada teoretiků se snažila Marshallův útok neúspěšně vyvrátit a výsledkem je, že tato varianta je jedna z nejprozkoumanějších v šachové teorii.
Varianta se těší popularitě a dodnes se Marshallův útok objevuje i v partiích vrcholových velmistrů.
Spoustě hráčům za bílé nevyhovuje a tak volí v 8. tahu raději jiná pokračování než 8. c3, aby se mu vyhnuli.

## Varianty
|   | a | b | c | d | e | f | g | h |   |
| 8 | a8 černý věž · d8 černý dáma · f8 černý věž · g8 černý král · b7 černý střelec · c7 černý pěšec · e7 černý střelec · f7 černý pěšec · g7 černý pěšec · h7 černý pěšec · a6 černý pěšec · b5 černý pěšec · d5 černý jezdec · e5 bílý věž · b3 bílý střelec · c3 bílý pěšec · a2 bílý pěšec · b2 bílý pěšec · d2 bílý pěšec · f2 bílý pěšec · g2 bílý pěšec · h2 bílý pěšec · a1 bílý věž · b1 bílý jezdec · c1 bílý střelec · d1 bílý dáma · g1 bílý král | a8 černý věž · d8 černý dáma · f8 černý věž · g8 černý král · b7 černý střelec · c7 černý pěšec · e7 černý střelec · f7 černý pěšec · g7 černý pěšec · h7 černý pěšec · a6 černý pěšec · b5 černý pěšec · d5 černý jezdec · e5 bílý věž · b3 bílý střelec · c3 bílý pěšec · a2 bílý pěšec · b2 bílý pěšec · d2 bílý pěšec · f2 bílý pěšec · g2 bílý pěšec · h2 bílý pěšec · a1 bílý věž · b1 bílý jezdec · c1 bílý střelec · d1 bílý dáma · g1 bílý král | a8 černý věž · d8 černý dáma · f8 černý věž · g8 černý král · b7 černý střelec · c7 černý pěšec · e7 černý střelec · f7 černý pěšec · g7 černý pěšec · h7 černý pěšec · a6 černý pěšec · b5 černý pěšec · d5 černý jezdec · e5 bílý věž · b3 bílý střelec · c3 bílý pěšec · a2 bílý pěšec · b2 bílý pěšec · d2 bílý pěšec · f2 bílý pěšec · g2 bílý pěšec · h2 bílý pěšec · a1 bílý věž · b1 bílý jezdec · c1 bílý střelec · d1 bílý dáma · g1 bílý král | a8 černý věž · d8 černý dáma · f8 černý věž · g8 černý král · b7 černý střelec · c7 černý pěšec · e7 černý střelec · f7 černý pěšec · g7 černý pěšec · h7 černý pěšec · a6 černý pěšec · b5 černý pěšec · d5 černý jezdec · e5 bílý věž · b3 bílý střelec · c3 bílý pěšec · a2 bílý pěšec · b2 bílý pěšec · d2 bílý pěšec · f2 bílý pěšec · g2 bílý pěšec · h2 bílý pěšec · a1 bílý věž · b1 bílý jezdec · c1 bílý střelec · d1 bílý dáma · g1 bílý král | a8 černý věž · d8 černý dáma · f8 černý věž · g8 černý král · b7 černý střelec · c7 černý pěšec · e7 černý střelec · f7 černý pěšec · g7 černý pěšec · h7 černý pěšec · a6 černý pěšec · b5 černý pěšec · d5 černý jezdec · e5 bílý věž · b3 bílý střelec · c3 bílý pěšec · a2 bílý pěšec · b2 bílý pěšec · d2 bílý pěšec · f2 bílý pěšec · g2 bílý pěšec · h2 bílý pěšec · a1 bílý věž · b1 bílý jezdec · c1 bílý střelec · d1 bílý dáma · g1 bílý král | a8 černý věž · d8 černý dáma · f8 černý věž · g8 černý král · b7 černý střelec · c7 černý pěšec · e7 černý střelec · f7 černý pěšec · g7 černý pěšec · h7 černý pěšec · a6 černý pěšec · b5 černý pěšec · d5 černý jezdec · e5 bílý věž · b3 bílý střelec · c3 bílý pěšec · a2 bílý pěšec · b2 bílý pěšec · d2 bílý pěšec · f2 bílý pěšec · g2 bílý pěšec · h2 bílý pěšec · a1 bílý věž · b1 bílý jezdec · c1 bílý střelec · d1 bílý dáma · g1 bílý král | a8 černý věž · d8 černý dáma · f8 černý věž · g8 černý král · b7 černý střelec · c7 černý pěšec · e7 černý střelec · f7 černý pěšec · g7 černý pěšec · h7 černý pěšec · a6 černý pěšec · b5 černý pěšec · d5 černý jezdec · e5 bílý věž · b3 bílý střelec · c3 bílý pěšec · a2 bílý pěšec · b2 bílý pěšec · d2 bílý pěšec · f2 bílý pěšec · g2 bílý pěšec · h2 bílý pěšec · a1 bílý věž · b1 bílý jezdec · c1 bílý střelec · d1 bílý dáma · g1 bílý král | a8 černý věž · d8 černý dáma · f8 černý věž · g8 černý král · b7 černý střelec · c7 černý pěšec · e7 černý střelec · f7 černý pěšec · g7 černý pěšec · h7 černý pěšec · a6 černý pěšec · b5 černý pěšec · d5 černý jezdec · e5 bílý věž · b3 bílý střelec · c3 bílý pěšec · a2 bílý pěšec · b2 bílý pěšec · d2 bílý pěšec · f2 bílý pěšec · g2 bílý pěšec · h2 bílý pěšec · a1 bílý věž · b1 bílý jezdec · c1 bílý střelec · d1 bílý dáma · g1 bílý král | 8 |
| 7 | a8 černý věž · d8 černý dáma · f8 černý věž · g8 černý král · b7 černý střelec · c7 černý pěšec · e7 černý střelec · f7 černý pěšec · g7 černý pěšec · h7 černý pěšec · a6 černý pěšec · b5 černý pěšec · d5 černý jezdec · e5 bílý věž · b3 bílý střelec · c3 bílý pěšec · a2 bílý pěšec · b2 bílý pěšec · d2 bílý pěšec · f2 bílý pěšec · g2 bílý pěšec · h2 bílý pěšec · a1 bílý věž · b1 bílý jezdec · c1 bílý střelec · d1 bílý dáma · g1 bílý král | a8 černý věž · d8 černý dáma · f8 černý věž · g8 černý král · b7 černý střelec · c7 černý pěšec · e7 černý střelec · f7 černý pěšec · g7 černý pěšec · h7 černý pěšec · a6 černý pěšec · b5 černý pěšec · d5 černý jezdec · e5 bílý věž · b3 bílý střelec · c3 bílý pěšec · a2 bílý pěšec · b2 bílý pěšec · d2 bílý pěšec · f2 bílý pěšec · g2 bílý pěšec · h2 bílý pěšec · a1 bílý věž · b1 bílý jezdec · c1 bílý střelec · d1 bílý dáma · g1 bílý král | a8 černý věž · d8 černý dáma · f8 černý věž · g8 černý král · b7 černý střelec · c7 černý pěšec · e7 černý střelec · f7 černý pěšec · g7 černý pěšec · h7 černý pěšec · a6 černý pěšec · b5 černý pěšec · d5 černý jezdec · e5 bílý věž · b3 bílý střelec · c3 bílý pěšec · a2 bílý pěšec · b2 bílý pěšec · d2 bílý pěšec · f2 bílý pěšec · g2 bílý pěšec · h2 bílý pěšec · a1 bílý věž · b1 bílý jezdec · c1 bílý střelec · d1 bílý dáma · g1 bílý král | a8 černý věž · d8 černý dáma · f8 černý věž · g8 černý král · b7 černý střelec · c7 černý pěšec · e7 černý střelec · f7 černý pěšec · g7 černý pěšec · h7 černý pěšec · a6 černý pěšec · b5 černý pěšec · d5 černý jezdec · e5 bílý věž · b3 bílý střelec · c3 bílý pěšec · a2 bílý pěšec · b2 bílý pěšec · d2 bílý pěšec · f2 bílý pěšec · g2 bílý pěšec · h2 bílý pěšec · a1 bílý věž · b1 bílý jezdec · c1 bílý střelec · d1 bílý dáma · g1 bílý král | a8 černý věž · d8 černý dáma · f8 černý věž · g8 černý král · b7 černý střelec · c7 černý pěšec · e7 černý střelec · f7 černý pěšec · g7 černý pěšec · h7 černý pěšec · a6 černý pěšec · b5 černý pěšec · d5 černý jezdec · e5 bílý věž · b3 bílý střelec · c3 bílý pěšec · a2 bílý pěšec · b2 bílý pěšec · d2 bílý pěšec · f2 bílý pěšec · g2 bílý pěšec · h2 bílý pěšec · a1 bílý věž · b1 bílý jezdec · c1 bílý střelec · d1 bílý dáma · g1 bílý král | a8 černý věž · d8 černý dáma · f8 černý věž · g8 černý král · b7 černý střelec · c7 černý pěšec · e7 černý střelec · f7 černý pěšec · g7 černý pěšec · h7 černý pěšec · a6 černý pěšec · b5 černý pěšec · d5 černý jezdec · e5 bílý věž · b3 bílý střelec · c3 bílý pěšec · a2 bílý pěšec · b2 bílý pěšec · d2 bílý pěšec · f2 bílý pěšec · g2 bílý pěšec · h2 bílý pěšec · a1 bílý věž · b1 bílý jezdec · c1 bílý střelec · d1 bílý dáma · g1 bílý král | a8 černý věž · d8 černý dáma · f8 černý věž · g8 černý král · b7 černý střelec · c7 černý pěšec · e7 černý střelec · f7 černý pěšec · g7 černý pěšec · h7 černý pěšec · a6 černý pěšec · b5 černý pěšec · d5 černý jezdec · e5 bílý věž · b3 bílý střelec · c3 bílý pěšec · a2 bílý pěšec · b2 bílý pěšec · d2 bílý pěšec · f2 bílý pěšec · g2 bílý pěšec · h2 bílý pěšec · a1 bílý věž · b1 bílý jezdec · c1 bílý střelec · d1 bílý dáma · g1 bílý král | a8 černý věž · d8 černý dáma · f8 černý věž · g8 černý král · b7 černý střelec · c7 černý pěšec · e7 černý střelec · f7 černý pěšec · g7 černý pěšec · h7 černý pěšec · a6 černý pěšec · b5 černý pěšec · d5 černý jezdec · e5 bílý věž · b3 bílý střelec · c3 bílý pěšec · a2 bílý pěšec · b2 bílý pěšec · d2 bílý pěšec · f2 bílý pěšec · g2 bílý pěšec · h2 bílý pěšec · a1 bílý věž · b1 bílý jezdec · c1 bílý střelec · d1 bílý dáma · g1 bílý král | 7 |
| 6 | a8 černý věž · d8 černý dáma · f8 černý věž · g8 černý král · b7 černý střelec · c7 černý pěšec · e7 černý střelec · f7 černý pěšec · g7 černý pěšec · h7 černý pěšec · a6 černý pěšec · b5 černý pěšec · d5 černý jezdec · e5 bílý věž · b3 bílý střelec · c3 bílý pěšec · a2 bílý pěšec · b2 bílý pěšec · d2 bílý pěšec · f2 bílý pěšec · g2 bílý pěšec · h2 bílý pěšec · a1 bílý věž · b1 bílý jezdec · c1 bílý střelec · d1 bílý dáma · g1 bílý král | a8 černý věž · d8 černý dáma · f8 černý věž · g8 černý král · b7 černý střelec · c7 černý pěšec · e7 černý střelec · f7 černý pěšec · g7 černý pěšec · h7 černý pěšec · a6 černý pěšec · b5 černý pěšec · d5 černý jezdec · e5 bílý věž · b3 bílý střelec · c3 bílý pěšec · a2 bílý pěšec · b2 bílý pěšec · d2 bílý pěšec · f2 bílý pěšec · g2 bílý pěšec · h2 bílý pěšec · a1 bílý věž · b1 bílý jezdec · c1 bílý střelec · d1 bílý dáma · g1 bílý král | a8 černý věž · d8 černý dáma · f8 černý věž · g8 černý král · b7 černý střelec · c7 černý pěšec · e7 černý střelec · f7 černý pěšec · g7 černý pěšec · h7 černý pěšec · a6 černý pěšec · b5 černý pěšec · d5 černý jezdec · e5 bílý věž · b3 bílý střelec · c3 bílý pěšec · a2 bílý pěšec · b2 bílý pěšec · d2 bílý pěšec · f2 bílý pěšec · g2 bílý pěšec · h2 bílý pěšec · a1 bílý věž · b1 bílý jezdec · c1 bílý střelec · d1 bílý dáma · g1 bílý král | a8 černý věž · d8 černý dáma · f8 černý věž · g8 černý král · b7 černý střelec · c7 černý pěšec · e7 černý střelec · f7 černý pěšec · g7 černý pěšec · h7 černý pěšec · a6 černý pěšec · b5 černý pěšec · d5 černý jezdec · e5 bílý věž · b3 bílý střelec · c3 bílý pěšec · a2 bílý pěšec · b2 bílý pěšec · d2 bílý pěšec · f2 bílý pěšec · g2 bílý pěšec · h2 bílý pěšec · a1 bílý věž · b1 bílý jezdec · c1 bílý střelec · d1 bílý dáma · g1 bílý král | a8 černý věž · d8 černý dáma · f8 černý věž · g8 černý král · b7 černý střelec · c7 černý pěšec · e7 černý střelec · f7 černý pěšec · g7 černý pěšec · h7 černý pěšec · a6 černý pěšec · b5 černý pěšec · d5 černý jezdec · e5 bílý věž · b3 bílý střelec · c3 bílý pěšec · a2 bílý pěšec · b2 bílý pěšec · d2 bílý pěšec · f2 bílý pěšec · g2 bílý pěšec · h2 bílý pěšec · a1 bílý věž · b1 bílý jezdec · c1 bílý střelec · d1 bílý dáma · g1 bílý král | a8 černý věž · d8 černý dáma · f8 černý věž · g8 černý král · b7 černý střelec · c7 černý pěšec · e7 černý střelec · f7 černý pěšec · g7 černý pěšec · h7 černý pěšec · a6 černý pěšec · b5 černý pěšec · d5 černý jezdec · e5 bílý věž · b3 bílý střelec · c3 bílý pěšec · a2 bílý pěšec · b2 bílý pěšec · d2 bílý pěšec · f2 bílý pěšec · g2 bílý pěšec · h2 bílý pěšec · a1 bílý věž · b1 bílý jezdec · c1 bílý střelec · d1 bílý dáma · g1 bílý král | a8 černý věž · d8 černý dáma · f8 černý věž · g8 černý král · b7 černý střelec · c7 černý pěšec · e7 černý střelec · f7 černý pěšec · g7 černý pěšec · h7 černý pěšec · a6 černý pěšec · b5 černý pěšec · d5 černý jezdec · e5 bílý věž · b3 bílý střelec · c3 bílý pěšec · a2 bílý pěšec · b2 bílý pěšec · d2 bílý pěšec · f2 bílý pěšec · g2 bílý pěšec · h2 bílý pěšec · a1 bílý věž · b1 bílý jezdec · c1 bílý střelec · d1 bílý dáma · g1 bílý král | a8 černý věž · d8 černý dáma · f8 černý věž · g8 černý král · b7 černý střelec · c7 černý pěšec · e7 černý střelec · f7 černý pěšec · g7 černý pěšec · h7 černý pěšec · a6 černý pěšec · b5 černý pěšec · d5 černý jezdec · e5 bílý věž · b3 bílý střelec · c3 bílý pěšec · a2 bílý pěšec · b2 bílý pěšec · d2 bílý pěšec · f2 bílý pěšec · g2 bílý pěšec · h2 bílý pěšec · a1 bílý věž · b1 bílý jezdec · c1 bílý střelec · d1 bílý dáma · g1 bílý král | 6 |
| 5 | a8 černý věž · d8 černý dáma · f8 černý věž · g8 černý král · b7 černý střelec · c7 černý pěšec · e7 černý střelec · f7 černý pěšec · g7 černý pěšec · h7 černý pěšec · a6 černý pěšec · b5 černý pěšec · d5 černý jezdec · e5 bílý věž · b3 bílý střelec · c3 bílý pěšec · a2 bílý pěšec · b2 bílý pěšec · d2 bílý pěšec · f2 bílý pěšec · g2 bílý pěšec · h2 bílý pěšec · a1 bílý věž · b1 bílý jezdec · c1 bílý střelec · d1 bílý dáma · g1 bílý král | a8 černý věž · d8 černý dáma · f8 černý věž · g8 černý král · b7 černý střelec · c7 černý pěšec · e7 černý střelec · f7 černý pěšec · g7 černý pěšec · h7 černý pěšec · a6 černý pěšec · b5 černý pěšec · d5 černý jezdec · e5 bílý věž · b3 bílý střelec · c3 bílý pěšec · a2 bílý pěšec · b2 bílý pěšec · d2 bílý pěšec · f2 bílý pěšec · g2 bílý pěšec · h2 bílý pěšec · a1 bílý věž · b1 bílý jezdec · c1 bílý střelec · d1 bílý dáma · g1 bílý král | a8 černý věž · d8 černý dáma · f8 černý věž · g8 černý král · b7 černý střelec · c7 černý pěšec · e7 černý střelec · f7 černý pěšec · g7 černý pěšec · h7 černý pěšec · a6 černý pěšec · b5 černý pěšec · d5 černý jezdec · e5 bílý věž · b3 bílý střelec · c3 bílý pěšec · a2 bílý pěšec · b2 bílý pěšec · d2 bílý pěšec · f2 bílý pěšec · g2 bílý pěšec · h2 bílý pěšec · a1 bílý věž · b1 bílý jezdec · c1 bílý střelec · d1 bílý dáma · g1 bílý král | a8 černý věž · d8 černý dáma · f8 černý věž · g8 černý král · b7 černý střelec · c7 černý pěšec · e7 černý střelec · f7 černý pěšec · g7 černý pěšec · h7 černý pěšec · a6 černý pěšec · b5 černý pěšec · d5 černý jezdec · e5 bílý věž · b3 bílý střelec · c3 bílý pěšec · a2 bílý pěšec · b2 bílý pěšec · d2 bílý pěšec · f2 bílý pěšec · g2 bílý pěšec · h2 bílý pěšec · a1 bílý věž · b1 bílý jezdec · c1 bílý střelec · d1 bílý dáma · g1 bílý král | a8 černý věž · d8 černý dáma · f8 černý věž · g8 černý král · b7 černý střelec · c7 černý pěšec · e7 černý střelec · f7 černý pěšec · g7 černý pěšec · h7 černý pěšec · a6 černý pěšec · b5 černý pěšec · d5 černý jezdec · e5 bílý věž · b3 bílý střelec · c3 bílý pěšec · a2 bílý pěšec · b2 bílý pěšec · d2 bílý pěšec · f2 bílý pěšec · g2 bílý pěšec · h2 bílý pěšec · a1 bílý věž · b1 bílý jezdec · c1 bílý střelec · d1 bílý dáma · g1 bílý král | a8 černý věž · d8 černý dáma · f8 černý věž · g8 černý král · b7 černý střelec · c7 černý pěšec · e7 černý střelec · f7 černý pěšec · g7 černý pěšec · h7 černý pěšec · a6 černý pěšec · b5 černý pěšec · d5 černý jezdec · e5 bílý věž · b3 bílý střelec · c3 bílý pěšec · a2 bílý pěšec · b2 bílý pěšec · d2 bílý pěšec · f2 bílý pěšec · g2 bílý pěšec · h2 bílý pěšec · a1 bílý věž · b1 bílý jezdec · c1 bílý střelec · d1 bílý dáma · g1 bílý král | a8 černý věž · d8 černý dáma · f8 černý věž · g8 černý král · b7 černý střelec · c7 černý pěšec · e7 černý střelec · f7 černý pěšec · g7 černý pěšec · h7 černý pěšec · a6 černý pěšec · b5 černý pěšec · d5 černý jezdec · e5 bílý věž · b3 bílý střelec · c3 bílý pěšec · a2 bílý pěšec · b2 bílý pěšec · d2 bílý pěšec · f2 bílý pěšec · g2 bílý pěšec · h2 bílý pěšec · a1 bílý věž · b1 bílý jezdec · c1 bílý střelec · d1 bílý dáma · g1 bílý král | a8 černý věž · d8 černý dáma · f8 černý věž · g8 černý král · b7 černý střelec · c7 černý pěšec · e7 černý střelec · f7 černý pěšec · g7 černý pěšec · h7 černý pěšec · a6 černý pěšec · b5 černý pěšec · d5 černý jezdec · e5 bílý věž · b3 bílý střelec · c3 bílý pěšec · a2 bílý pěšec · b2 bílý pěšec · d2 bílý pěšec · f2 bílý pěšec · g2 bílý pěšec · h2 bílý pěšec · a1 bílý věž · b1 bílý jezdec · c1 bílý střelec · d1 bílý dáma · g1 bílý král | 5 |
| 4 | a8 černý věž · d8 černý dáma · f8 černý věž · g8 černý král · b7 černý střelec · c7 černý pěšec · e7 černý střelec · f7 černý pěšec · g7 černý pěšec · h7 černý pěšec · a6 černý pěšec · b5 černý pěšec · d5 černý jezdec · e5 bílý věž · b3 bílý střelec · c3 bílý pěšec · a2 bílý pěšec · b2 bílý pěšec · d2 bílý pěšec · f2 bílý pěšec · g2 bílý pěšec · h2 bílý pěšec · a1 bílý věž · b1 bílý jezdec · c1 bílý střelec · d1 bílý dáma · g1 bílý král | a8 černý věž · d8 černý dáma · f8 černý věž · g8 černý král · b7 černý střelec · c7 černý pěšec · e7 černý střelec · f7 černý pěšec · g7 černý pěšec · h7 černý pěšec · a6 černý pěšec · b5 černý pěšec · d5 černý jezdec · e5 bílý věž · b3 bílý střelec · c3 bílý pěšec · a2 bílý pěšec · b2 bílý pěšec · d2 bílý pěšec · f2 bílý pěšec · g2 bílý pěšec · h2 bílý pěšec · a1 bílý věž · b1 bílý jezdec · c1 bílý střelec · d1 bílý dáma · g1 bílý král | a8 černý věž · d8 černý dáma · f8 černý věž · g8 černý král · b7 černý střelec · c7 černý pěšec · e7 černý střelec · f7 černý pěšec · g7 černý pěšec · h7 černý pěšec · a6 černý pěšec · b5 černý pěšec · d5 černý jezdec · e5 bílý věž · b3 bílý střelec · c3 bílý pěšec · a2 bílý pěšec · b2 bílý pěšec · d2 bílý pěšec · f2 bílý pěšec · g2 bílý pěšec · h2 bílý pěšec · a1 bílý věž · b1 bílý jezdec · c1 bílý střelec · d1 bílý dáma · g1 bílý král | a8 černý věž · d8 černý dáma · f8 černý věž · g8 černý král · b7 černý střelec · c7 černý pěšec · e7 černý střelec · f7 černý pěšec · g7 černý pěšec · h7 černý pěšec · a6 černý pěšec · b5 černý pěšec · d5 černý jezdec · e5 bílý věž · b3 bílý střelec · c3 bílý pěšec · a2 bílý pěšec · b2 bílý pěšec · d2 bílý pěšec · f2 bílý pěšec · g2 bílý pěšec · h2 bílý pěšec · a1 bílý věž · b1 bílý jezdec · c1 bílý střelec · d1 bílý dáma · g1 bílý král | a8 černý věž · d8 černý dáma · f8 černý věž · g8 černý král · b7 černý střelec · c7 černý pěšec · e7 černý střelec · f7 černý pěšec · g7 černý pěšec · h7 černý pěšec · a6 černý pěšec · b5 černý pěšec · d5 černý jezdec · e5 bílý věž · b3 bílý střelec · c3 bílý pěšec · a2 bílý pěšec · b2 bílý pěšec · d2 bílý pěšec · f2 bílý pěšec · g2 bílý pěšec · h2 bílý pěšec · a1 bílý věž · b1 bílý jezdec · c1 bílý střelec · d1 bílý dáma · g1 bílý král | a8 černý věž · d8 černý dáma · f8 černý věž · g8 černý král · b7 černý střelec · c7 černý pěšec · e7 černý střelec · f7 černý pěšec · g7 černý pěšec · h7 černý pěšec · a6 černý pěšec · b5 černý pěšec · d5 černý jezdec · e5 bílý věž · b3 bílý střelec · c3 bílý pěšec · a2 bílý pěšec · b2 bílý pěšec · d2 bílý pěšec · f2 bílý pěšec · g2 bílý pěšec · h2 bílý pěšec · a1 bílý věž · b1 bílý jezdec · c1 bílý střelec · d1 bílý dáma · g1 bílý král | a8 černý věž · d8 černý dáma · f8 černý věž · g8 černý král · b7 černý střelec · c7 černý pěšec · e7 černý střelec · f7 černý pěšec · g7 černý pěšec · h7 černý pěšec · a6 černý pěšec · b5 černý pěšec · d5 černý jezdec · e5 bílý věž · b3 bílý střelec · c3 bílý pěšec · a2 bílý pěšec · b2 bílý pěšec · d2 bílý pěšec · f2 bílý pěšec · g2 bílý pěšec · h2 bílý pěšec · a1 bílý věž · b1 bílý jezdec · c1 bílý střelec · d1 bílý dáma · g1 bílý král | a8 černý věž · d8 černý dáma · f8 černý věž · g8 černý král · b7 černý střelec · c7 černý pěšec · e7 černý střelec · f7 černý pěšec · g7 černý pěšec · h7 černý pěšec · a6 černý pěšec · b5 černý pěšec · d5 černý jezdec · e5 bílý věž · b3 bílý střelec · c3 bílý pěšec · a2 bílý pěšec · b2 bílý pěšec · d2 bílý pěšec · f2 bílý pěšec · g2 bílý pěšec · h2 bílý pěšec · a1 bílý věž · b1 bílý jezdec · c1 bílý střelec · d1 bílý dáma · g1 bílý král | 4 |
| 3 | a8 černý věž · d8 černý dáma · f8 černý věž · g8 černý král · b7 černý střelec · c7 černý pěšec · e7 černý střelec · f7 černý pěšec · g7 černý pěšec · h7 černý pěšec · a6 černý pěšec · b5 černý pěšec · d5 černý jezdec · e5 bílý věž · b3 bílý střelec · c3 bílý pěšec · a2 bílý pěšec · b2 bílý pěšec · d2 bílý pěšec · f2 bílý pěšec · g2 bílý pěšec · h2 bílý pěšec · a1 bílý věž · b1 bílý jezdec · c1 bílý střelec · d1 bílý dáma · g1 bílý král | a8 černý věž · d8 černý dáma · f8 černý věž · g8 černý král · b7 černý střelec · c7 černý pěšec · e7 černý střelec · f7 černý pěšec · g7 černý pěšec · h7 černý pěšec · a6 černý pěšec · b5 černý pěšec · d5 černý jezdec · e5 bílý věž · b3 bílý střelec · c3 bílý pěšec · a2 bílý pěšec · b2 bílý pěšec · d2 bílý pěšec · f2 bílý pěšec · g2 bílý pěšec · h2 bílý pěšec · a1 bílý věž · b1 bílý jezdec · c1 bílý střelec · d1 bílý dáma · g1 bílý král | a8 černý věž · d8 černý dáma · f8 černý věž · g8 černý král · b7 černý střelec · c7 černý pěšec · e7 černý střelec · f7 černý pěšec · g7 černý pěšec · h7 černý pěšec · a6 černý pěšec · b5 černý pěšec · d5 černý jezdec · e5 bílý věž · b3 bílý střelec · c3 bílý pěšec · a2 bílý pěšec · b2 bílý pěšec · d2 bílý pěšec · f2 bílý pěšec · g2 bílý pěšec · h2 bílý pěšec · a1 bílý věž · b1 bílý jezdec · c1 bílý střelec · d1 bílý dáma · g1 bílý král | a8 černý věž · d8 černý dáma · f8 černý věž · g8 černý král · b7 černý střelec · c7 černý pěšec · e7 černý střelec · f7 černý pěšec · g7 černý pěšec · h7 černý pěšec · a6 černý pěšec · b5 černý pěšec · d5 černý jezdec · e5 bílý věž · b3 bílý střelec · c3 bílý pěšec · a2 bílý pěšec · b2 bílý pěšec · d2 bílý pěšec · f2 bílý pěšec · g2 bílý pěšec · h2 bílý pěšec · a1 bílý věž · b1 bílý jezdec · c1 bílý střelec · d1 bílý dáma · g1 bílý král | a8 černý věž · d8 černý dáma · f8 černý věž · g8 černý král · b7 černý střelec · c7 černý pěšec · e7 černý střelec · f7 černý pěšec · g7 černý pěšec · h7 černý pěšec · a6 černý pěšec · b5 černý pěšec · d5 černý jezdec · e5 bílý věž · b3 bílý střelec · c3 bílý pěšec · a2 bílý pěšec · b2 bílý pěšec · d2 bílý pěšec · f2 bílý pěšec · g2 bílý pěšec · h2 bílý pěšec · a1 bílý věž · b1 bílý jezdec · c1 bílý střelec · d1 bílý dáma · g1 bílý král | a8 černý věž · d8 černý dáma · f8 černý věž · g8 černý král · b7 černý střelec · c7 černý pěšec · e7 černý střelec · f7 černý pěšec · g7 černý pěšec · h7 černý pěšec · a6 černý pěšec · b5 černý pěšec · d5 černý jezdec · e5 bílý věž · b3 bílý střelec · c3 bílý pěšec · a2 bílý pěšec · b2 bílý pěšec · d2 bílý pěšec · f2 bílý pěšec · g2 bílý pěšec · h2 bílý pěšec · a1 bílý věž · b1 bílý jezdec · c1 bílý střelec · d1 bílý dáma · g1 bílý král | a8 černý věž · d8 černý dáma · f8 černý věž · g8 černý král · b7 černý střelec · c7 černý pěšec · e7 černý střelec · f7 černý pěšec · g7 černý pěšec · h7 černý pěšec · a6 černý pěšec · b5 černý pěšec · d5 černý jezdec · e5 bílý věž · b3 bílý střelec · c3 bílý pěšec · a2 bílý pěšec · b2 bílý pěšec · d2 bílý pěšec · f2 bílý pěšec · g2 bílý pěšec · h2 bílý pěšec · a1 bílý věž · b1 bílý jezdec · c1 bílý střelec · d1 bílý dáma · g1 bílý král | a8 černý věž · d8 černý dáma · f8 černý věž · g8 černý král · b7 černý střelec · c7 černý pěšec · e7 černý střelec · f7 černý pěšec · g7 černý pěšec · h7 černý pěšec · a6 černý pěšec · b5 černý pěšec · d5 černý jezdec · e5 bílý věž · b3 bílý střelec · c3 bílý pěšec · a2 bílý pěšec · b2 bílý pěšec · d2 bílý pěšec · f2 bílý pěšec · g2 bílý pěšec · h2 bílý pěšec · a1 bílý věž · b1 bílý jezdec · c1 bílý střelec · d1 bílý dáma · g1 bílý král | 3 |
| 2 | a8 černý věž · d8 černý dáma · f8 černý věž · g8 černý král · b7 černý střelec · c7 černý pěšec · e7 černý střelec · f7 černý pěšec · g7 černý pěšec · h7 černý pěšec · a6 černý pěšec · b5 černý pěšec · d5 černý jezdec · e5 bílý věž · b3 bílý střelec · c3 bílý pěšec · a2 bílý pěšec · b2 bílý pěšec · d2 bílý pěšec · f2 bílý pěšec · g2 bílý pěšec · h2 bílý pěšec · a1 bílý věž · b1 bílý jezdec · c1 bílý střelec · d1 bílý dáma · g1 bílý král | a8 černý věž · d8 černý dáma · f8 černý věž · g8 černý král · b7 černý střelec · c7 černý pěšec · e7 černý střelec · f7 černý pěšec · g7 černý pěšec · h7 černý pěšec · a6 černý pěšec · b5 černý pěšec · d5 černý jezdec · e5 bílý věž · b3 bílý střelec · c3 bílý pěšec · a2 bílý pěšec · b2 bílý pěšec · d2 bílý pěšec · f2 bílý pěšec · g2 bílý pěšec · h2 bílý pěšec · a1 bílý věž · b1 bílý jezdec · c1 bílý střelec · d1 bílý dáma · g1 bílý král | a8 černý věž · d8 černý dáma · f8 černý věž · g8 černý král · b7 černý střelec · c7 černý pěšec · e7 černý střelec · f7 černý pěšec · g7 černý pěšec · h7 černý pěšec · a6 černý pěšec · b5 černý pěšec · d5 černý jezdec · e5 bílý věž · b3 bílý střelec · c3 bílý pěšec · a2 bílý pěšec · b2 bílý pěšec · d2 bílý pěšec · f2 bílý pěšec · g2 bílý pěšec · h2 bílý pěšec · a1 bílý věž · b1 bílý jezdec · c1 bílý střelec · d1 bílý dáma · g1 bílý král | a8 černý věž · d8 černý dáma · f8 černý věž · g8 černý král · b7 černý střelec · c7 černý pěšec · e7 černý střelec · f7 černý pěšec · g7 černý pěšec · h7 černý pěšec · a6 černý pěšec · b5 černý pěšec · d5 černý jezdec · e5 bílý věž · b3 bílý střelec · c3 bílý pěšec · a2 bílý pěšec · b2 bílý pěšec · d2 bílý pěšec · f2 bílý pěšec · g2 bílý pěšec · h2 bílý pěšec · a1 bílý věž · b1 bílý jezdec · c1 bílý střelec · d1 bílý dáma · g1 bílý král | a8 černý věž · d8 černý dáma · f8 černý věž · g8 černý král · b7 černý střelec · c7 černý pěšec · e7 černý střelec · f7 černý pěšec · g7 černý pěšec · h7 černý pěšec · a6 černý pěšec · b5 černý pěšec · d5 černý jezdec · e5 bílý věž · b3 bílý střelec · c3 bílý pěšec · a2 bílý pěšec · b2 bílý pěšec · d2 bílý pěšec · f2 bílý pěšec · g2 bílý pěšec · h2 bílý pěšec · a1 bílý věž · b1 bílý jezdec · c1 bílý střelec · d1 bílý dáma · g1 bílý král | a8 černý věž · d8 černý dáma · f8 černý věž · g8 černý král · b7 černý střelec · c7 černý pěšec · e7 černý střelec · f7 černý pěšec · g7 černý pěšec · h7 černý pěšec · a6 černý pěšec · b5 černý pěšec · d5 černý jezdec · e5 bílý věž · b3 bílý střelec · c3 bílý pěšec · a2 bílý pěšec · b2 bílý pěšec · d2 bílý pěšec · f2 bílý pěšec · g2 bílý pěšec · h2 bílý pěšec · a1 bílý věž · b1 bílý jezdec · c1 bílý střelec · d1 bílý dáma · g1 bílý král | a8 černý věž · d8 černý dáma · f8 černý věž · g8 černý král · b7 černý střelec · c7 černý pěšec · e7 černý střelec · f7 černý pěšec · g7 černý pěšec · h7 černý pěšec · a6 černý pěšec · b5 černý pěšec · d5 černý jezdec · e5 bílý věž · b3 bílý střelec · c3 bílý pěšec · a2 bílý pěšec · b2 bílý pěšec · d2 bílý pěšec · f2 bílý pěšec · g2 bílý pěšec · h2 bílý pěšec · a1 bílý věž · b1 bílý jezdec · c1 bílý střelec · d1 bílý dáma · g1 bílý král | a8 černý věž · d8 černý dáma · f8 černý věž · g8 černý král · b7 černý střelec · c7 černý pěšec · e7 černý střelec · f7 černý pěšec · g7 černý pěšec · h7 černý pěšec · a6 černý pěšec · b5 černý pěšec · d5 černý jezdec · e5 bílý věž · b3 bílý střelec · c3 bílý pěšec · a2 bílý pěšec · b2 bílý pěšec · d2 bílý pěšec · f2 bílý pěšec · g2 bílý pěšec · h2 bílý pěšec · a1 bílý věž · b1 bílý jezdec · c1 bílý střelec · d1 bílý dáma · g1 bílý král | 2 |
| 1 | a8 černý věž · d8 černý dáma · f8 černý věž · g8 černý král · b7 černý střelec · c7 černý pěšec · e7 černý střelec · f7 černý pěšec · g7 černý pěšec · h7 černý pěšec · a6 černý pěšec · b5 černý pěšec · d5 černý jezdec · e5 bílý věž · b3 bílý střelec · c3 bílý pěšec · a2 bílý pěšec · b2 bílý pěšec · d2 bílý pěšec · f2 bílý pěšec · g2 bílý pěšec · h2 bílý pěšec · a1 bílý věž · b1 bílý jezdec · c1 bílý střelec · d1 bílý dáma · g1 bílý král | a8 černý věž · d8 černý dáma · f8 černý věž · g8 černý král · b7 černý střelec · c7 černý pěšec · e7 černý střelec · f7 černý pěšec · g7 černý pěšec · h7 černý pěšec · a6 černý pěšec · b5 černý pěšec · d5 černý jezdec · e5 bílý věž · b3 bílý střelec · c3 bílý pěšec · a2 bílý pěšec · b2 bílý pěšec · d2 bílý pěšec · f2 bílý pěšec · g2 bílý pěšec · h2 bílý pěšec · a1 bílý věž · b1 bílý jezdec · c1 bílý střelec · d1 bílý dáma · g1 bílý král | a8 černý věž · d8 černý dáma · f8 černý věž · g8 černý král · b7 černý střelec · c7 černý pěšec · e7 černý střelec · f7 černý pěšec · g7 černý pěšec · h7 černý pěšec · a6 černý pěšec · b5 černý pěšec · d5 černý jezdec · e5 bílý věž · b3 bílý střelec · c3 bílý pěšec · a2 bílý pěšec · b2 bílý pěšec · d2 bílý pěšec · f2 bílý pěšec · g2 bílý pěšec · h2 bílý pěšec · a1 bílý věž · b1 bílý jezdec · c1 bílý střelec · d1 bílý dáma · g1 bílý král | a8 černý věž · d8 černý dáma · f8 černý věž · g8 černý král · b7 černý střelec · c7 černý pěšec · e7 černý střelec · f7 černý pěšec · g7 černý pěšec · h7 černý pěšec · a6 černý pěšec · b5 černý pěšec · d5 černý jezdec · e5 bílý věž · b3 bílý střelec · c3 bílý pěšec · a2 bílý pěšec · b2 bílý pěšec · d2 bílý pěšec · f2 bílý pěšec · g2 bílý pěšec · h2 bílý pěšec · a1 bílý věž · b1 bílý jezdec · c1 bílý střelec · d1 bílý dáma · g1 bílý král | a8 černý věž · d8 černý dáma · f8 černý věž · g8 černý král · b7 černý střelec · c7 černý pěšec · e7 černý střelec · f7 černý pěšec · g7 černý pěšec · h7 černý pěšec · a6 černý pěšec · b5 černý pěšec · d5 černý jezdec · e5 bílý věž · b3 bílý střelec · c3 bílý pěšec · a2 bílý pěšec · b2 bílý pěšec · d2 bílý pěšec · f2 bílý pěšec · g2 bílý pěšec · h2 bílý pěšec · a1 bílý věž · b1 bílý jezdec · c1 bílý střelec · d1 bílý dáma · g1 bílý král | a8 černý věž · d8 černý dáma · f8 černý věž · g8 černý král · b7 černý střelec · c7 černý pěšec · e7 černý střelec · f7 černý pěšec · g7 černý pěšec · h7 černý pěšec · a6 černý pěšec · b5 černý pěšec · d5 černý jezdec · e5 bílý věž · b3 bílý střelec · c3 bílý pěšec · a2 bílý pěšec · b2 bílý pěšec · d2 bílý pěšec · f2 bílý pěšec · g2 bílý pěšec · h2 bílý pěšec · a1 bílý věž · b1 bílý jezdec · c1 bílý střelec · d1 bílý dáma · g1 bílý král | a8 černý věž · d8 černý dáma · f8 černý věž · g8 černý král · b7 černý střelec · c7 černý pěšec · e7 černý střelec · f7 černý pěšec · g7 černý pěšec · h7 černý pěšec · a6 černý pěšec · b5 černý pěšec · d5 černý jezdec · e5 bílý věž · b3 bílý střelec · c3 bílý pěšec · a2 bílý pěšec · b2 bílý pěšec · d2 bílý pěšec · f2 bílý pěšec · g2 bílý pěšec · h2 bílý pěšec · a1 bílý věž · b1 bílý jezdec · c1 bílý střelec · d1 bílý dáma · g1 bílý král | a8 černý věž · d8 černý dáma · f8 černý věž · g8 černý král · b7 černý střelec · c7 černý pěšec · e7 černý střelec · f7 černý pěšec · g7 černý pěšec · h7 černý pěšec · a6 černý pěšec · b5 černý pěšec · d5 černý jezdec · e5 bílý věž · b3 bílý střelec · c3 bílý pěšec · a2 bílý pěšec · b2 bílý pěšec · d2 bílý pěšec · f2 bílý pěšec · g2 bílý pěšec · h2 bílý pěšec · a1 bílý věž · b1 bílý jezdec · c1 bílý střelec · d1 bílý dáma · g1 bílý král | 1 |
|   | a | b | c | d | e | f | g | h |   |

|   | a | b | c | d | e | f | g | h |   |
| 8 | a8 černý věž · c8 černý střelec · d8 černý dáma · f8 černý věž · g8 černý král · f7 černý pěšec · g7 černý pěšec · h7 černý pěšec · a6 černý pěšec · c6 černý pěšec · d6 černý střelec · b5 černý pěšec · d5 černý jezdec · b3 bílý střelec · c3 bílý pěšec · d3 bílý pěšec · a2 bílý pěšec · b2 bílý pěšec · f2 bílý pěšec · g2 bílý pěšec · h2 bílý pěšec · a1 bílý věž · b1 bílý jezdec · c1 bílý střelec · d1 bílý dáma · e1 bílý věž · g1 bílý král | a8 černý věž · c8 černý střelec · d8 černý dáma · f8 černý věž · g8 černý král · f7 černý pěšec · g7 černý pěšec · h7 černý pěšec · a6 černý pěšec · c6 černý pěšec · d6 černý střelec · b5 černý pěšec · d5 černý jezdec · b3 bílý střelec · c3 bílý pěšec · d3 bílý pěšec · a2 bílý pěšec · b2 bílý pěšec · f2 bílý pěšec · g2 bílý pěšec · h2 bílý pěšec · a1 bílý věž · b1 bílý jezdec · c1 bílý střelec · d1 bílý dáma · e1 bílý věž · g1 bílý král | a8 černý věž · c8 černý střelec · d8 černý dáma · f8 černý věž · g8 černý král · f7 černý pěšec · g7 černý pěšec · h7 černý pěšec · a6 černý pěšec · c6 černý pěšec · d6 černý střelec · b5 černý pěšec · d5 černý jezdec · b3 bílý střelec · c3 bílý pěšec · d3 bílý pěšec · a2 bílý pěšec · b2 bílý pěšec · f2 bílý pěšec · g2 bílý pěšec · h2 bílý pěšec · a1 bílý věž · b1 bílý jezdec · c1 bílý střelec · d1 bílý dáma · e1 bílý věž · g1 bílý král | a8 černý věž · c8 černý střelec · d8 černý dáma · f8 černý věž · g8 černý král · f7 černý pěšec · g7 černý pěšec · h7 černý pěšec · a6 černý pěšec · c6 černý pěšec · d6 černý střelec · b5 černý pěšec · d5 černý jezdec · b3 bílý střelec · c3 bílý pěšec · d3 bílý pěšec · a2 bílý pěšec · b2 bílý pěšec · f2 bílý pěšec · g2 bílý pěšec · h2 bílý pěšec · a1 bílý věž · b1 bílý jezdec · c1 bílý střelec · d1 bílý dáma · e1 bílý věž · g1 bílý král | a8 černý věž · c8 černý střelec · d8 černý dáma · f8 černý věž · g8 černý král · f7 černý pěšec · g7 černý pěšec · h7 černý pěšec · a6 černý pěšec · c6 černý pěšec · d6 černý střelec · b5 černý pěšec · d5 černý jezdec · b3 bílý střelec · c3 bílý pěšec · d3 bílý pěšec · a2 bílý pěšec · b2 bílý pěšec · f2 bílý pěšec · g2 bílý pěšec · h2 bílý pěšec · a1 bílý věž · b1 bílý jezdec · c1 bílý střelec · d1 bílý dáma · e1 bílý věž · g1 bílý král | a8 černý věž · c8 černý střelec · d8 černý dáma · f8 černý věž · g8 černý král · f7 černý pěšec · g7 černý pěšec · h7 černý pěšec · a6 černý pěšec · c6 černý pěšec · d6 černý střelec · b5 černý pěšec · d5 černý jezdec · b3 bílý střelec · c3 bílý pěšec · d3 bílý pěšec · a2 bílý pěšec · b2 bílý pěšec · f2 bílý pěšec · g2 bílý pěšec · h2 bílý pěšec · a1 bílý věž · b1 bílý jezdec · c1 bílý střelec · d1 bílý dáma · e1 bílý věž · g1 bílý král | a8 černý věž · c8 černý střelec · d8 černý dáma · f8 černý věž · g8 černý král · f7 černý pěšec · g7 černý pěšec · h7 černý pěšec · a6 černý pěšec · c6 černý pěšec · d6 černý střelec · b5 černý pěšec · d5 černý jezdec · b3 bílý střelec · c3 bílý pěšec · d3 bílý pěšec · a2 bílý pěšec · b2 bílý pěšec · f2 bílý pěšec · g2 bílý pěšec · h2 bílý pěšec · a1 bílý věž · b1 bílý jezdec · c1 bílý střelec · d1 bílý dáma · e1 bílý věž · g1 bílý král | a8 černý věž · c8 černý střelec · d8 černý dáma · f8 černý věž · g8 černý král · f7 černý pěšec · g7 černý pěšec · h7 černý pěšec · a6 černý pěšec · c6 černý pěšec · d6 černý střelec · b5 černý pěšec · d5 černý jezdec · b3 bílý střelec · c3 bílý pěšec · d3 bílý pěšec · a2 bílý pěšec · b2 bílý pěšec · f2 bílý pěšec · g2 bílý pěšec · h2 bílý pěšec · a1 bílý věž · b1 bílý jezdec · c1 bílý střelec · d1 bílý dáma · e1 bílý věž · g1 bílý král | 8 |
| 7 | a8 černý věž · c8 černý střelec · d8 černý dáma · f8 černý věž · g8 černý král · f7 černý pěšec · g7 černý pěšec · h7 černý pěšec · a6 černý pěšec · c6 černý pěšec · d6 černý střelec · b5 černý pěšec · d5 černý jezdec · b3 bílý střelec · c3 bílý pěšec · d3 bílý pěšec · a2 bílý pěšec · b2 bílý pěšec · f2 bílý pěšec · g2 bílý pěšec · h2 bílý pěšec · a1 bílý věž · b1 bílý jezdec · c1 bílý střelec · d1 bílý dáma · e1 bílý věž · g1 bílý král | a8 černý věž · c8 černý střelec · d8 černý dáma · f8 černý věž · g8 černý král · f7 černý pěšec · g7 černý pěšec · h7 černý pěšec · a6 černý pěšec · c6 černý pěšec · d6 černý střelec · b5 černý pěšec · d5 černý jezdec · b3 bílý střelec · c3 bílý pěšec · d3 bílý pěšec · a2 bílý pěšec · b2 bílý pěšec · f2 bílý pěšec · g2 bílý pěšec · h2 bílý pěšec · a1 bílý věž · b1 bílý jezdec · c1 bílý střelec · d1 bílý dáma · e1 bílý věž · g1 bílý král | a8 černý věž · c8 černý střelec · d8 černý dáma · f8 černý věž · g8 černý král · f7 černý pěšec · g7 černý pěšec · h7 černý pěšec · a6 černý pěšec · c6 černý pěšec · d6 černý střelec · b5 černý pěšec · d5 černý jezdec · b3 bílý střelec · c3 bílý pěšec · d3 bílý pěšec · a2 bílý pěšec · b2 bílý pěšec · f2 bílý pěšec · g2 bílý pěšec · h2 bílý pěšec · a1 bílý věž · b1 bílý jezdec · c1 bílý střelec · d1 bílý dáma · e1 bílý věž · g1 bílý král | a8 černý věž · c8 černý střelec · d8 černý dáma · f8 černý věž · g8 černý král · f7 černý pěšec · g7 černý pěšec · h7 černý pěšec · a6 černý pěšec · c6 černý pěšec · d6 černý střelec · b5 černý pěšec · d5 černý jezdec · b3 bílý střelec · c3 bílý pěšec · d3 bílý pěšec · a2 bílý pěšec · b2 bílý pěšec · f2 bílý pěšec · g2 bílý pěšec · h2 bílý pěšec · a1 bílý věž · b1 bílý jezdec · c1 bílý střelec · d1 bílý dáma · e1 bílý věž · g1 bílý král | a8 černý věž · c8 černý střelec · d8 černý dáma · f8 černý věž · g8 černý král · f7 černý pěšec · g7 černý pěšec · h7 černý pěšec · a6 černý pěšec · c6 černý pěšec · d6 černý střelec · b5 černý pěšec · d5 černý jezdec · b3 bílý střelec · c3 bílý pěšec · d3 bílý pěšec · a2 bílý pěšec · b2 bílý pěšec · f2 bílý pěšec · g2 bílý pěšec · h2 bílý pěšec · a1 bílý věž · b1 bílý jezdec · c1 bílý střelec · d1 bílý dáma · e1 bílý věž · g1 bílý král | a8 černý věž · c8 černý střelec · d8 černý dáma · f8 černý věž · g8 černý král · f7 černý pěšec · g7 černý pěšec · h7 černý pěšec · a6 černý pěšec · c6 černý pěšec · d6 černý střelec · b5 černý pěšec · d5 černý jezdec · b3 bílý střelec · c3 bílý pěšec · d3 bílý pěšec · a2 bílý pěšec · b2 bílý pěšec · f2 bílý pěšec · g2 bílý pěšec · h2 bílý pěšec · a1 bílý věž · b1 bílý jezdec · c1 bílý střelec · d1 bílý dáma · e1 bílý věž · g1 bílý král | a8 černý věž · c8 černý střelec · d8 černý dáma · f8 černý věž · g8 černý král · f7 černý pěšec · g7 černý pěšec · h7 černý pěšec · a6 černý pěšec · c6 černý pěšec · d6 černý střelec · b5 černý pěšec · d5 černý jezdec · b3 bílý střelec · c3 bílý pěšec · d3 bílý pěšec · a2 bílý pěšec · b2 bílý pěšec · f2 bílý pěšec · g2 bílý pěšec · h2 bílý pěšec · a1 bílý věž · b1 bílý jezdec · c1 bílý střelec · d1 bílý dáma · e1 bílý věž · g1 bílý král | a8 černý věž · c8 černý střelec · d8 černý dáma · f8 černý věž · g8 černý král · f7 černý pěšec · g7 černý pěšec · h7 černý pěšec · a6 černý pěšec · c6 černý pěšec · d6 černý střelec · b5 černý pěšec · d5 černý jezdec · b3 bílý střelec · c3 bílý pěšec · d3 bílý pěšec · a2 bílý pěšec · b2 bílý pěšec · f2 bílý pěšec · g2 bílý pěšec · h2 bílý pěšec · a1 bílý věž · b1 bílý jezdec · c1 bílý střelec · d1 bílý dáma · e1 bílý věž · g1 bílý král | 7 |
| 6 | a8 černý věž · c8 černý střelec · d8 černý dáma · f8 černý věž · g8 černý král · f7 černý pěšec · g7 černý pěšec · h7 černý pěšec · a6 černý pěšec · c6 černý pěšec · d6 černý střelec · b5 černý pěšec · d5 černý jezdec · b3 bílý střelec · c3 bílý pěšec · d3 bílý pěšec · a2 bílý pěšec · b2 bílý pěšec · f2 bílý pěšec · g2 bílý pěšec · h2 bílý pěšec · a1 bílý věž · b1 bílý jezdec · c1 bílý střelec · d1 bílý dáma · e1 bílý věž · g1 bílý král | a8 černý věž · c8 černý střelec · d8 černý dáma · f8 černý věž · g8 černý král · f7 černý pěšec · g7 černý pěšec · h7 černý pěšec · a6 černý pěšec · c6 černý pěšec · d6 černý střelec · b5 černý pěšec · d5 černý jezdec · b3 bílý střelec · c3 bílý pěšec · d3 bílý pěšec · a2 bílý pěšec · b2 bílý pěšec · f2 bílý pěšec · g2 bílý pěšec · h2 bílý pěšec · a1 bílý věž · b1 bílý jezdec · c1 bílý střelec · d1 bílý dáma · e1 bílý věž · g1 bílý král | a8 černý věž · c8 černý střelec · d8 černý dáma · f8 černý věž · g8 černý král · f7 černý pěšec · g7 černý pěšec · h7 černý pěšec · a6 černý pěšec · c6 černý pěšec · d6 černý střelec · b5 černý pěšec · d5 černý jezdec · b3 bílý střelec · c3 bílý pěšec · d3 bílý pěšec · a2 bílý pěšec · b2 bílý pěšec · f2 bílý pěšec · g2 bílý pěšec · h2 bílý pěšec · a1 bílý věž · b1 bílý jezdec · c1 bílý střelec · d1 bílý dáma · e1 bílý věž · g1 bílý král | a8 černý věž · c8 černý střelec · d8 černý dáma · f8 černý věž · g8 černý král · f7 černý pěšec · g7 černý pěšec · h7 černý pěšec · a6 černý pěšec · c6 černý pěšec · d6 černý střelec · b5 černý pěšec · d5 černý jezdec · b3 bílý střelec · c3 bílý pěšec · d3 bílý pěšec · a2 bílý pěšec · b2 bílý pěšec · f2 bílý pěšec · g2 bílý pěšec · h2 bílý pěšec · a1 bílý věž · b1 bílý jezdec · c1 bílý střelec · d1 bílý dáma · e1 bílý věž · g1 bílý král | a8 černý věž · c8 černý střelec · d8 černý dáma · f8 černý věž · g8 černý král · f7 černý pěšec · g7 černý pěšec · h7 černý pěšec · a6 černý pěšec · c6 černý pěšec · d6 černý střelec · b5 černý pěšec · d5 černý jezdec · b3 bílý střelec · c3 bílý pěšec · d3 bílý pěšec · a2 bílý pěšec · b2 bílý pěšec · f2 bílý pěšec · g2 bílý pěšec · h2 bílý pěšec · a1 bílý věž · b1 bílý jezdec · c1 bílý střelec · d1 bílý dáma · e1 bílý věž · g1 bílý král | a8 černý věž · c8 černý střelec · d8 černý dáma · f8 černý věž · g8 černý král · f7 černý pěšec · g7 černý pěšec · h7 černý pěšec · a6 černý pěšec · c6 černý pěšec · d6 černý střelec · b5 černý pěšec · d5 černý jezdec · b3 bílý střelec · c3 bílý pěšec · d3 bílý pěšec · a2 bílý pěšec · b2 bílý pěšec · f2 bílý pěšec · g2 bílý pěšec · h2 bílý pěšec · a1 bílý věž · b1 bílý jezdec · c1 bílý střelec · d1 bílý dáma · e1 bílý věž · g1 bílý král | a8 černý věž · c8 černý střelec · d8 černý dáma · f8 černý věž · g8 černý král · f7 černý pěšec · g7 černý pěšec · h7 černý pěšec · a6 černý pěšec · c6 černý pěšec · d6 černý střelec · b5 černý pěšec · d5 černý jezdec · b3 bílý střelec · c3 bílý pěšec · d3 bílý pěšec · a2 bílý pěšec · b2 bílý pěšec · f2 bílý pěšec · g2 bílý pěšec · h2 bílý pěšec · a1 bílý věž · b1 bílý jezdec · c1 bílý střelec · d1 bílý dáma · e1 bílý věž · g1 bílý král | a8 černý věž · c8 černý střelec · d8 černý dáma · f8 černý věž · g8 černý král · f7 černý pěšec · g7 černý pěšec · h7 černý pěšec · a6 černý pěšec · c6 černý pěšec · d6 černý střelec · b5 černý pěšec · d5 černý jezdec · b3 bílý střelec · c3 bílý pěšec · d3 bílý pěšec · a2 bílý pěšec · b2 bílý pěšec · f2 bílý pěšec · g2 bílý pěšec · h2 bílý pěšec · a1 bílý věž · b1 bílý jezdec · c1 bílý střelec · d1 bílý dáma · e1 bílý věž · g1 bílý král | 6 |
| 5 | a8 černý věž · c8 černý střelec · d8 černý dáma · f8 černý věž · g8 černý král · f7 černý pěšec · g7 černý pěšec · h7 černý pěšec · a6 černý pěšec · c6 černý pěšec · d6 černý střelec · b5 černý pěšec · d5 černý jezdec · b3 bílý střelec · c3 bílý pěšec · d3 bílý pěšec · a2 bílý pěšec · b2 bílý pěšec · f2 bílý pěšec · g2 bílý pěšec · h2 bílý pěšec · a1 bílý věž · b1 bílý jezdec · c1 bílý střelec · d1 bílý dáma · e1 bílý věž · g1 bílý král | a8 černý věž · c8 černý střelec · d8 černý dáma · f8 černý věž · g8 černý král · f7 černý pěšec · g7 černý pěšec · h7 černý pěšec · a6 černý pěšec · c6 černý pěšec · d6 černý střelec · b5 černý pěšec · d5 černý jezdec · b3 bílý střelec · c3 bílý pěšec · d3 bílý pěšec · a2 bílý pěšec · b2 bílý pěšec · f2 bílý pěšec · g2 bílý pěšec · h2 bílý pěšec · a1 bílý věž · b1 bílý jezdec · c1 bílý střelec · d1 bílý dáma · e1 bílý věž · g1 bílý král | a8 černý věž · c8 černý střelec · d8 černý dáma · f8 černý věž · g8 černý král · f7 černý pěšec · g7 černý pěšec · h7 černý pěšec · a6 černý pěšec · c6 černý pěšec · d6 černý střelec · b5 černý pěšec · d5 černý jezdec · b3 bílý střelec · c3 bílý pěšec · d3 bílý pěšec · a2 bílý pěšec · b2 bílý pěšec · f2 bílý pěšec · g2 bílý pěšec · h2 bílý pěšec · a1 bílý věž · b1 bílý jezdec · c1 bílý střelec · d1 bílý dáma · e1 bílý věž · g1 bílý král | a8 černý věž · c8 černý střelec · d8 černý dáma · f8 černý věž · g8 černý král · f7 černý pěšec · g7 černý pěšec · h7 černý pěšec · a6 černý pěšec · c6 černý pěšec · d6 černý střelec · b5 černý pěšec · d5 černý jezdec · b3 bílý střelec · c3 bílý pěšec · d3 bílý pěšec · a2 bílý pěšec · b2 bílý pěšec · f2 bílý pěšec · g2 bílý pěšec · h2 bílý pěšec · a1 bílý věž · b1 bílý jezdec · c1 bílý střelec · d1 bílý dáma · e1 bílý věž · g1 bílý král | a8 černý věž · c8 černý střelec · d8 černý dáma · f8 černý věž · g8 černý král · f7 černý pěšec · g7 černý pěšec · h7 černý pěšec · a6 černý pěšec · c6 černý pěšec · d6 černý střelec · b5 černý pěšec · d5 černý jezdec · b3 bílý střelec · c3 bílý pěšec · d3 bílý pěšec · a2 bílý pěšec · b2 bílý pěšec · f2 bílý pěšec · g2 bílý pěšec · h2 bílý pěšec · a1 bílý věž · b1 bílý jezdec · c1 bílý střelec · d1 bílý dáma · e1 bílý věž · g1 bílý král | a8 černý věž · c8 černý střelec · d8 černý dáma · f8 černý věž · g8 černý král · f7 černý pěšec · g7 černý pěšec · h7 černý pěšec · a6 černý pěšec · c6 černý pěšec · d6 černý střelec · b5 černý pěšec · d5 černý jezdec · b3 bílý střelec · c3 bílý pěšec · d3 bílý pěšec · a2 bílý pěšec · b2 bílý pěšec · f2 bílý pěšec · g2 bílý pěšec · h2 bílý pěšec · a1 bílý věž · b1 bílý jezdec · c1 bílý střelec · d1 bílý dáma · e1 bílý věž · g1 bílý král | a8 černý věž · c8 černý střelec · d8 černý dáma · f8 černý věž · g8 černý král · f7 černý pěšec · g7 černý pěšec · h7 černý pěšec · a6 černý pěšec · c6 černý pěšec · d6 černý střelec · b5 černý pěšec · d5 černý jezdec · b3 bílý střelec · c3 bílý pěšec · d3 bílý pěšec · a2 bílý pěšec · b2 bílý pěšec · f2 bílý pěšec · g2 bílý pěšec · h2 bílý pěšec · a1 bílý věž · b1 bílý jezdec · c1 bílý střelec · d1 bílý dáma · e1 bílý věž · g1 bílý král | a8 černý věž · c8 černý střelec · d8 černý dáma · f8 černý věž · g8 černý král · f7 černý pěšec · g7 černý pěšec · h7 černý pěšec · a6 černý pěšec · c6 černý pěšec · d6 černý střelec · b5 černý pěšec · d5 černý jezdec · b3 bílý střelec · c3 bílý pěšec · d3 bílý pěšec · a2 bílý pěšec · b2 bílý pěšec · f2 bílý pěšec · g2 bílý pěšec · h2 bílý pěšec · a1 bílý věž · b1 bílý jezdec · c1 bílý střelec · d1 bílý dáma · e1 bílý věž · g1 bílý král | 5 |
| 4 | a8 černý věž · c8 černý střelec · d8 černý dáma · f8 černý věž · g8 černý král · f7 černý pěšec · g7 černý pěšec · h7 černý pěšec · a6 černý pěšec · c6 černý pěšec · d6 černý střelec · b5 černý pěšec · d5 černý jezdec · b3 bílý střelec · c3 bílý pěšec · d3 bílý pěšec · a2 bílý pěšec · b2 bílý pěšec · f2 bílý pěšec · g2 bílý pěšec · h2 bílý pěšec · a1 bílý věž · b1 bílý jezdec · c1 bílý střelec · d1 bílý dáma · e1 bílý věž · g1 bílý král | a8 černý věž · c8 černý střelec · d8 černý dáma · f8 černý věž · g8 černý král · f7 černý pěšec · g7 černý pěšec · h7 černý pěšec · a6 černý pěšec · c6 černý pěšec · d6 černý střelec · b5 černý pěšec · d5 černý jezdec · b3 bílý střelec · c3 bílý pěšec · d3 bílý pěšec · a2 bílý pěšec · b2 bílý pěšec · f2 bílý pěšec · g2 bílý pěšec · h2 bílý pěšec · a1 bílý věž · b1 bílý jezdec · c1 bílý střelec · d1 bílý dáma · e1 bílý věž · g1 bílý král | a8 černý věž · c8 černý střelec · d8 černý dáma · f8 černý věž · g8 černý král · f7 černý pěšec · g7 černý pěšec · h7 černý pěšec · a6 černý pěšec · c6 černý pěšec · d6 černý střelec · b5 černý pěšec · d5 černý jezdec · b3 bílý střelec · c3 bílý pěšec · d3 bílý pěšec · a2 bílý pěšec · b2 bílý pěšec · f2 bílý pěšec · g2 bílý pěšec · h2 bílý pěšec · a1 bílý věž · b1 bílý jezdec · c1 bílý střelec · d1 bílý dáma · e1 bílý věž · g1 bílý král | a8 černý věž · c8 černý střelec · d8 černý dáma · f8 černý věž · g8 černý král · f7 černý pěšec · g7 černý pěšec · h7 černý pěšec · a6 černý pěšec · c6 černý pěšec · d6 černý střelec · b5 černý pěšec · d5 černý jezdec · b3 bílý střelec · c3 bílý pěšec · d3 bílý pěšec · a2 bílý pěšec · b2 bílý pěšec · f2 bílý pěšec · g2 bílý pěšec · h2 bílý pěšec · a1 bílý věž · b1 bílý jezdec · c1 bílý střelec · d1 bílý dáma · e1 bílý věž · g1 bílý král | a8 černý věž · c8 černý střelec · d8 černý dáma · f8 černý věž · g8 černý král · f7 černý pěšec · g7 černý pěšec · h7 černý pěšec · a6 černý pěšec · c6 černý pěšec · d6 černý střelec · b5 černý pěšec · d5 černý jezdec · b3 bílý střelec · c3 bílý pěšec · d3 bílý pěšec · a2 bílý pěšec · b2 bílý pěšec · f2 bílý pěšec · g2 bílý pěšec · h2 bílý pěšec · a1 bílý věž · b1 bílý jezdec · c1 bílý střelec · d1 bílý dáma · e1 bílý věž · g1 bílý král | a8 černý věž · c8 černý střelec · d8 černý dáma · f8 černý věž · g8 černý král · f7 černý pěšec · g7 černý pěšec · h7 černý pěšec · a6 černý pěšec · c6 černý pěšec · d6 černý střelec · b5 černý pěšec · d5 černý jezdec · b3 bílý střelec · c3 bílý pěšec · d3 bílý pěšec · a2 bílý pěšec · b2 bílý pěšec · f2 bílý pěšec · g2 bílý pěšec · h2 bílý pěšec · a1 bílý věž · b1 bílý jezdec · c1 bílý střelec · d1 bílý dáma · e1 bílý věž · g1 bílý král | a8 černý věž · c8 černý střelec · d8 černý dáma · f8 černý věž · g8 černý král · f7 černý pěšec · g7 černý pěšec · h7 černý pěšec · a6 černý pěšec · c6 černý pěšec · d6 černý střelec · b5 černý pěšec · d5 černý jezdec · b3 bílý střelec · c3 bílý pěšec · d3 bílý pěšec · a2 bílý pěšec · b2 bílý pěšec · f2 bílý pěšec · g2 bílý pěšec · h2 bílý pěšec · a1 bílý věž · b1 bílý jezdec · c1 bílý střelec · d1 bílý dáma · e1 bílý věž · g1 bílý král | a8 černý věž · c8 černý střelec · d8 černý dáma · f8 černý věž · g8 černý král · f7 černý pěšec · g7 černý pěšec · h7 černý pěšec · a6 černý pěšec · c6 černý pěšec · d6 černý střelec · b5 černý pěšec · d5 černý jezdec · b3 bílý střelec · c3 bílý pěšec · d3 bílý pěšec · a2 bílý pěšec · b2 bílý pěšec · f2 bílý pěšec · g2 bílý pěšec · h2 bílý pěšec · a1 bílý věž · b1 bílý jezdec · c1 bílý střelec · d1 bílý dáma · e1 bílý věž · g1 bílý král | 4 |
| 3 | a8 černý věž · c8 černý střelec · d8 černý dáma · f8 černý věž · g8 černý král · f7 černý pěšec · g7 černý pěšec · h7 černý pěšec · a6 černý pěšec · c6 černý pěšec · d6 černý střelec · b5 černý pěšec · d5 černý jezdec · b3 bílý střelec · c3 bílý pěšec · d3 bílý pěšec · a2 bílý pěšec · b2 bílý pěšec · f2 bílý pěšec · g2 bílý pěšec · h2 bílý pěšec · a1 bílý věž · b1 bílý jezdec · c1 bílý střelec · d1 bílý dáma · e1 bílý věž · g1 bílý král | a8 černý věž · c8 černý střelec · d8 černý dáma · f8 černý věž · g8 černý král · f7 černý pěšec · g7 černý pěšec · h7 černý pěšec · a6 černý pěšec · c6 černý pěšec · d6 černý střelec · b5 černý pěšec · d5 černý jezdec · b3 bílý střelec · c3 bílý pěšec · d3 bílý pěšec · a2 bílý pěšec · b2 bílý pěšec · f2 bílý pěšec · g2 bílý pěšec · h2 bílý pěšec · a1 bílý věž · b1 bílý jezdec · c1 bílý střelec · d1 bílý dáma · e1 bílý věž · g1 bílý král | a8 černý věž · c8 černý střelec · d8 černý dáma · f8 černý věž · g8 černý král · f7 černý pěšec · g7 černý pěšec · h7 černý pěšec · a6 černý pěšec · c6 černý pěšec · d6 černý střelec · b5 černý pěšec · d5 černý jezdec · b3 bílý střelec · c3 bílý pěšec · d3 bílý pěšec · a2 bílý pěšec · b2 bílý pěšec · f2 bílý pěšec · g2 bílý pěšec · h2 bílý pěšec · a1 bílý věž · b1 bílý jezdec · c1 bílý střelec · d1 bílý dáma · e1 bílý věž · g1 bílý král | a8 černý věž · c8 černý střelec · d8 černý dáma · f8 černý věž · g8 černý král · f7 černý pěšec · g7 černý pěšec · h7 černý pěšec · a6 černý pěšec · c6 černý pěšec · d6 černý střelec · b5 černý pěšec · d5 černý jezdec · b3 bílý střelec · c3 bílý pěšec · d3 bílý pěšec · a2 bílý pěšec · b2 bílý pěšec · f2 bílý pěšec · g2 bílý pěšec · h2 bílý pěšec · a1 bílý věž · b1 bílý jezdec · c1 bílý střelec · d1 bílý dáma · e1 bílý věž · g1 bílý král | a8 černý věž · c8 černý střelec · d8 černý dáma · f8 černý věž · g8 černý král · f7 černý pěšec · g7 černý pěšec · h7 černý pěšec · a6 černý pěšec · c6 černý pěšec · d6 černý střelec · b5 černý pěšec · d5 černý jezdec · b3 bílý střelec · c3 bílý pěšec · d3 bílý pěšec · a2 bílý pěšec · b2 bílý pěšec · f2 bílý pěšec · g2 bílý pěšec · h2 bílý pěšec · a1 bílý věž · b1 bílý jezdec · c1 bílý střelec · d1 bílý dáma · e1 bílý věž · g1 bílý král | a8 černý věž · c8 černý střelec · d8 černý dáma · f8 černý věž · g8 černý král · f7 černý pěšec · g7 černý pěšec · h7 černý pěšec · a6 černý pěšec · c6 černý pěšec · d6 černý střelec · b5 černý pěšec · d5 černý jezdec · b3 bílý střelec · c3 bílý pěšec · d3 bílý pěšec · a2 bílý pěšec · b2 bílý pěšec · f2 bílý pěšec · g2 bílý pěšec · h2 bílý pěšec · a1 bílý věž · b1 bílý jezdec · c1 bílý střelec · d1 bílý dáma · e1 bílý věž · g1 bílý král | a8 černý věž · c8 černý střelec · d8 černý dáma · f8 černý věž · g8 černý král · f7 černý pěšec · g7 černý pěšec · h7 černý pěšec · a6 černý pěšec · c6 černý pěšec · d6 černý střelec · b5 černý pěšec · d5 černý jezdec · b3 bílý střelec · c3 bílý pěšec · d3 bílý pěšec · a2 bílý pěšec · b2 bílý pěšec · f2 bílý pěšec · g2 bílý pěšec · h2 bílý pěšec · a1 bílý věž · b1 bílý jezdec · c1 bílý střelec · d1 bílý dáma · e1 bílý věž · g1 bílý král | a8 černý věž · c8 černý střelec · d8 černý dáma · f8 černý věž · g8 černý král · f7 černý pěšec · g7 černý pěšec · h7 černý pěšec · a6 černý pěšec · c6 černý pěšec · d6 černý střelec · b5 černý pěšec · d5 černý jezdec · b3 bílý střelec · c3 bílý pěšec · d3 bílý pěšec · a2 bílý pěšec · b2 bílý pěšec · f2 bílý pěšec · g2 bílý pěšec · h2 bílý pěšec · a1 bílý věž · b1 bílý jezdec · c1 bílý střelec · d1 bílý dáma · e1 bílý věž · g1 bílý král | 3 |
| 2 | a8 černý věž · c8 černý střelec · d8 černý dáma · f8 černý věž · g8 černý král · f7 černý pěšec · g7 černý pěšec · h7 černý pěšec · a6 černý pěšec · c6 černý pěšec · d6 černý střelec · b5 černý pěšec · d5 černý jezdec · b3 bílý střelec · c3 bílý pěšec · d3 bílý pěšec · a2 bílý pěšec · b2 bílý pěšec · f2 bílý pěšec · g2 bílý pěšec · h2 bílý pěšec · a1 bílý věž · b1 bílý jezdec · c1 bílý střelec · d1 bílý dáma · e1 bílý věž · g1 bílý král | a8 černý věž · c8 černý střelec · d8 černý dáma · f8 černý věž · g8 černý král · f7 černý pěšec · g7 černý pěšec · h7 černý pěšec · a6 černý pěšec · c6 černý pěšec · d6 černý střelec · b5 černý pěšec · d5 černý jezdec · b3 bílý střelec · c3 bílý pěšec · d3 bílý pěšec · a2 bílý pěšec · b2 bílý pěšec · f2 bílý pěšec · g2 bílý pěšec · h2 bílý pěšec · a1 bílý věž · b1 bílý jezdec · c1 bílý střelec · d1 bílý dáma · e1 bílý věž · g1 bílý král | a8 černý věž · c8 černý střelec · d8 černý dáma · f8 černý věž · g8 černý král · f7 černý pěšec · g7 černý pěšec · h7 černý pěšec · a6 černý pěšec · c6 černý pěšec · d6 černý střelec · b5 černý pěšec · d5 černý jezdec · b3 bílý střelec · c3 bílý pěšec · d3 bílý pěšec · a2 bílý pěšec · b2 bílý pěšec · f2 bílý pěšec · g2 bílý pěšec · h2 bílý pěšec · a1 bílý věž · b1 bílý jezdec · c1 bílý střelec · d1 bílý dáma · e1 bílý věž · g1 bílý král | a8 černý věž · c8 černý střelec · d8 černý dáma · f8 černý věž · g8 černý král · f7 černý pěšec · g7 černý pěšec · h7 černý pěšec · a6 černý pěšec · c6 černý pěšec · d6 černý střelec · b5 černý pěšec · d5 černý jezdec · b3 bílý střelec · c3 bílý pěšec · d3 bílý pěšec · a2 bílý pěšec · b2 bílý pěšec · f2 bílý pěšec · g2 bílý pěšec · h2 bílý pěšec · a1 bílý věž · b1 bílý jezdec · c1 bílý střelec · d1 bílý dáma · e1 bílý věž · g1 bílý král | a8 černý věž · c8 černý střelec · d8 černý dáma · f8 černý věž · g8 černý král · f7 černý pěšec · g7 černý pěšec · h7 černý pěšec · a6 černý pěšec · c6 černý pěšec · d6 černý střelec · b5 černý pěšec · d5 černý jezdec · b3 bílý střelec · c3 bílý pěšec · d3 bílý pěšec · a2 bílý pěšec · b2 bílý pěšec · f2 bílý pěšec · g2 bílý pěšec · h2 bílý pěšec · a1 bílý věž · b1 bílý jezdec · c1 bílý střelec · d1 bílý dáma · e1 bílý věž · g1 bílý král | a8 černý věž · c8 černý střelec · d8 černý dáma · f8 černý věž · g8 černý král · f7 černý pěšec · g7 černý pěšec · h7 černý pěšec · a6 černý pěšec · c6 černý pěšec · d6 černý střelec · b5 černý pěšec · d5 černý jezdec · b3 bílý střelec · c3 bílý pěšec · d3 bílý pěšec · a2 bílý pěšec · b2 bílý pěšec · f2 bílý pěšec · g2 bílý pěšec · h2 bílý pěšec · a1 bílý věž · b1 bílý jezdec · c1 bílý střelec · d1 bílý dáma · e1 bílý věž · g1 bílý král | a8 černý věž · c8 černý střelec · d8 černý dáma · f8 černý věž · g8 černý král · f7 černý pěšec · g7 černý pěšec · h7 černý pěšec · a6 černý pěšec · c6 černý pěšec · d6 černý střelec · b5 černý pěšec · d5 černý jezdec · b3 bílý střelec · c3 bílý pěšec · d3 bílý pěšec · a2 bílý pěšec · b2 bílý pěšec · f2 bílý pěšec · g2 bílý pěšec · h2 bílý pěšec · a1 bílý věž · b1 bílý jezdec · c1 bílý střelec · d1 bílý dáma · e1 bílý věž · g1 bílý král | a8 černý věž · c8 černý střelec · d8 černý dáma · f8 černý věž · g8 černý král · f7 černý pěšec · g7 černý pěšec · h7 černý pěšec · a6 černý pěšec · c6 černý pěšec · d6 černý střelec · b5 černý pěšec · d5 černý jezdec · b3 bílý střelec · c3 bílý pěšec · d3 bílý pěšec · a2 bílý pěšec · b2 bílý pěšec · f2 bílý pěšec · g2 bílý pěšec · h2 bílý pěšec · a1 bílý věž · b1 bílý jezdec · c1 bílý střelec · d1 bílý dáma · e1 bílý věž · g1 bílý král | 2 |
| 1 | a8 černý věž · c8 černý střelec · d8 černý dáma · f8 černý věž · g8 černý král · f7 černý pěšec · g7 černý pěšec · h7 černý pěšec · a6 černý pěšec · c6 černý pěšec · d6 černý střelec · b5 černý pěšec · d5 černý jezdec · b3 bílý střelec · c3 bílý pěšec · d3 bílý pěšec · a2 bílý pěšec · b2 bílý pěšec · f2 bílý pěšec · g2 bílý pěšec · h2 bílý pěšec · a1 bílý věž · b1 bílý jezdec · c1 bílý střelec · d1 bílý dáma · e1 bílý věž · g1 bílý král | a8 černý věž · c8 černý střelec · d8 černý dáma · f8 černý věž · g8 černý král · f7 černý pěšec · g7 černý pěšec · h7 černý pěšec · a6 černý pěšec · c6 černý pěšec · d6 černý střelec · b5 černý pěšec · d5 černý jezdec · b3 bílý střelec · c3 bílý pěšec · d3 bílý pěšec · a2 bílý pěšec · b2 bílý pěšec · f2 bílý pěšec · g2 bílý pěšec · h2 bílý pěšec · a1 bílý věž · b1 bílý jezdec · c1 bílý střelec · d1 bílý dáma · e1 bílý věž · g1 bílý král | a8 černý věž · c8 černý střelec · d8 černý dáma · f8 černý věž · g8 černý král · f7 černý pěšec · g7 černý pěšec · h7 černý pěšec · a6 černý pěšec · c6 černý pěšec · d6 černý střelec · b5 černý pěšec · d5 černý jezdec · b3 bílý střelec · c3 bílý pěšec · d3 bílý pěšec · a2 bílý pěšec · b2 bílý pěšec · f2 bílý pěšec · g2 bílý pěšec · h2 bílý pěšec · a1 bílý věž · b1 bílý jezdec · c1 bílý střelec · d1 bílý dáma · e1 bílý věž · g1 bílý král | a8 černý věž · c8 černý střelec · d8 černý dáma · f8 černý věž · g8 černý král · f7 černý pěšec · g7 černý pěšec · h7 černý pěšec · a6 černý pěšec · c6 černý pěšec · d6 černý střelec · b5 černý pěšec · d5 černý jezdec · b3 bílý střelec · c3 bílý pěšec · d3 bílý pěšec · a2 bílý pěšec · b2 bílý pěšec · f2 bílý pěšec · g2 bílý pěšec · h2 bílý pěšec · a1 bílý věž · b1 bílý jezdec · c1 bílý střelec · d1 bílý dáma · e1 bílý věž · g1 bílý král | a8 černý věž · c8 černý střelec · d8 černý dáma · f8 černý věž · g8 černý král · f7 černý pěšec · g7 černý pěšec · h7 černý pěšec · a6 černý pěšec · c6 černý pěšec · d6 černý střelec · b5 černý pěšec · d5 černý jezdec · b3 bílý střelec · c3 bílý pěšec · d3 bílý pěšec · a2 bílý pěšec · b2 bílý pěšec · f2 bílý pěšec · g2 bílý pěšec · h2 bílý pěšec · a1 bílý věž · b1 bílý jezdec · c1 bílý střelec · d1 bílý dáma · e1 bílý věž · g1 bílý král | a8 černý věž · c8 černý střelec · d8 černý dáma · f8 černý věž · g8 černý král · f7 černý pěšec · g7 černý pěšec · h7 černý pěšec · a6 černý pěšec · c6 černý pěšec · d6 černý střelec · b5 černý pěšec · d5 černý jezdec · b3 bílý střelec · c3 bílý pěšec · d3 bílý pěšec · a2 bílý pěšec · b2 bílý pěšec · f2 bílý pěšec · g2 bílý pěšec · h2 bílý pěšec · a1 bílý věž · b1 bílý jezdec · c1 bílý střelec · d1 bílý dáma · e1 bílý věž · g1 bílý král | a8 černý věž · c8 černý střelec · d8 černý dáma · f8 černý věž · g8 černý král · f7 černý pěšec · g7 černý pěšec · h7 černý pěšec · a6 černý pěšec · c6 černý pěšec · d6 černý střelec · b5 černý pěšec · d5 černý jezdec · b3 bílý střelec · c3 bílý pěšec · d3 bílý pěšec · a2 bílý pěšec · b2 bílý pěšec · f2 bílý pěšec · g2 bílý pěšec · h2 bílý pěšec · a1 bílý věž · b1 bílý jezdec · c1 bílý střelec · d1 bílý dáma · e1 bílý věž · g1 bílý král | a8 černý věž · c8 černý střelec · d8 černý dáma · f8 černý věž · g8 černý král · f7 černý pěšec · g7 černý pěšec · h7 černý pěšec · a6 černý pěšec · c6 černý pěšec · d6 černý střelec · b5 černý pěšec · d5 černý jezdec · b3 bílý střelec · c3 bílý pěšec · d3 bílý pěšec · a2 bílý pěšec · b2 bílý pěšec · f2 bílý pěšec · g2 bílý pěšec · h2 bílý pěšec · a1 bílý věž · b1 bílý jezdec · c1 bílý střelec · d1 bílý dáma · e1 bílý věž · g1 bílý král | 1 |
|   | a | b | c | d | e | f | g | h |   |

1. e4 e5 2. Jf3 Jc6 3. Sb5 a6 4. Sa4 Jf6 5.0-0 Se7 6. Ve1 b5 7. Sb3 0-0 8. c3 d5
|   | a | b | c | d | e | f | g | h |   |
| 8 | f8 černý věž · g8 černý král · f7 černý pěšec · g7 černý pěšec · h7 černý pěšec · a6 černý pěšec · c6 černý pěšec · d6 černý střelec · e6 černý věž · b5 černý pěšec · d5 černý jezdec · d4 bílý pěšec · g4 černý střelec · b3 bílý střelec · c3 bílý pěšec · d3 bílý dáma · e3 bílý střelec · g3 bílý pěšec · h3 černý dáma · a2 bílý pěšec · b2 bílý pěšec · d2 bílý jezdec · f2 bílý pěšec · h2 bílý pěšec · a1 bílý věž · e1 bílý věž · g1 bílý král | f8 černý věž · g8 černý král · f7 černý pěšec · g7 černý pěšec · h7 černý pěšec · a6 černý pěšec · c6 černý pěšec · d6 černý střelec · e6 černý věž · b5 černý pěšec · d5 černý jezdec · d4 bílý pěšec · g4 černý střelec · b3 bílý střelec · c3 bílý pěšec · d3 bílý dáma · e3 bílý střelec · g3 bílý pěšec · h3 černý dáma · a2 bílý pěšec · b2 bílý pěšec · d2 bílý jezdec · f2 bílý pěšec · h2 bílý pěšec · a1 bílý věž · e1 bílý věž · g1 bílý král | f8 černý věž · g8 černý král · f7 černý pěšec · g7 černý pěšec · h7 černý pěšec · a6 černý pěšec · c6 černý pěšec · d6 černý střelec · e6 černý věž · b5 černý pěšec · d5 černý jezdec · d4 bílý pěšec · g4 černý střelec · b3 bílý střelec · c3 bílý pěšec · d3 bílý dáma · e3 bílý střelec · g3 bílý pěšec · h3 černý dáma · a2 bílý pěšec · b2 bílý pěšec · d2 bílý jezdec · f2 bílý pěšec · h2 bílý pěšec · a1 bílý věž · e1 bílý věž · g1 bílý král | f8 černý věž · g8 černý král · f7 černý pěšec · g7 černý pěšec · h7 černý pěšec · a6 černý pěšec · c6 černý pěšec · d6 černý střelec · e6 černý věž · b5 černý pěšec · d5 černý jezdec · d4 bílý pěšec · g4 černý střelec · b3 bílý střelec · c3 bílý pěšec · d3 bílý dáma · e3 bílý střelec · g3 bílý pěšec · h3 černý dáma · a2 bílý pěšec · b2 bílý pěšec · d2 bílý jezdec · f2 bílý pěšec · h2 bílý pěšec · a1 bílý věž · e1 bílý věž · g1 bílý král | f8 černý věž · g8 černý král · f7 černý pěšec · g7 černý pěšec · h7 černý pěšec · a6 černý pěšec · c6 černý pěšec · d6 černý střelec · e6 černý věž · b5 černý pěšec · d5 černý jezdec · d4 bílý pěšec · g4 černý střelec · b3 bílý střelec · c3 bílý pěšec · d3 bílý dáma · e3 bílý střelec · g3 bílý pěšec · h3 černý dáma · a2 bílý pěšec · b2 bílý pěšec · d2 bílý jezdec · f2 bílý pěšec · h2 bílý pěšec · a1 bílý věž · e1 bílý věž · g1 bílý král | f8 černý věž · g8 černý král · f7 černý pěšec · g7 černý pěšec · h7 černý pěšec · a6 černý pěšec · c6 černý pěšec · d6 černý střelec · e6 černý věž · b5 černý pěšec · d5 černý jezdec · d4 bílý pěšec · g4 černý střelec · b3 bílý střelec · c3 bílý pěšec · d3 bílý dáma · e3 bílý střelec · g3 bílý pěšec · h3 černý dáma · a2 bílý pěšec · b2 bílý pěšec · d2 bílý jezdec · f2 bílý pěšec · h2 bílý pěšec · a1 bílý věž · e1 bílý věž · g1 bílý král | f8 černý věž · g8 černý král · f7 černý pěšec · g7 černý pěšec · h7 černý pěšec · a6 černý pěšec · c6 černý pěšec · d6 černý střelec · e6 černý věž · b5 černý pěšec · d5 černý jezdec · d4 bílý pěšec · g4 černý střelec · b3 bílý střelec · c3 bílý pěšec · d3 bílý dáma · e3 bílý střelec · g3 bílý pěšec · h3 černý dáma · a2 bílý pěšec · b2 bílý pěšec · d2 bílý jezdec · f2 bílý pěšec · h2 bílý pěšec · a1 bílý věž · e1 bílý věž · g1 bílý král | f8 černý věž · g8 černý král · f7 černý pěšec · g7 černý pěšec · h7 černý pěšec · a6 černý pěšec · c6 černý pěšec · d6 černý střelec · e6 černý věž · b5 černý pěšec · d5 černý jezdec · d4 bílý pěšec · g4 černý střelec · b3 bílý střelec · c3 bílý pěšec · d3 bílý dáma · e3 bílý střelec · g3 bílý pěšec · h3 černý dáma · a2 bílý pěšec · b2 bílý pěšec · d2 bílý jezdec · f2 bílý pěšec · h2 bílý pěšec · a1 bílý věž · e1 bílý věž · g1 bílý král | 8 |
| 7 | f8 černý věž · g8 černý král · f7 černý pěšec · g7 černý pěšec · h7 černý pěšec · a6 černý pěšec · c6 černý pěšec · d6 černý střelec · e6 černý věž · b5 černý pěšec · d5 černý jezdec · d4 bílý pěšec · g4 černý střelec · b3 bílý střelec · c3 bílý pěšec · d3 bílý dáma · e3 bílý střelec · g3 bílý pěšec · h3 černý dáma · a2 bílý pěšec · b2 bílý pěšec · d2 bílý jezdec · f2 bílý pěšec · h2 bílý pěšec · a1 bílý věž · e1 bílý věž · g1 bílý král | f8 černý věž · g8 černý král · f7 černý pěšec · g7 černý pěšec · h7 černý pěšec · a6 černý pěšec · c6 černý pěšec · d6 černý střelec · e6 černý věž · b5 černý pěšec · d5 černý jezdec · d4 bílý pěšec · g4 černý střelec · b3 bílý střelec · c3 bílý pěšec · d3 bílý dáma · e3 bílý střelec · g3 bílý pěšec · h3 černý dáma · a2 bílý pěšec · b2 bílý pěšec · d2 bílý jezdec · f2 bílý pěšec · h2 bílý pěšec · a1 bílý věž · e1 bílý věž · g1 bílý král | f8 černý věž · g8 černý král · f7 černý pěšec · g7 černý pěšec · h7 černý pěšec · a6 černý pěšec · c6 černý pěšec · d6 černý střelec · e6 černý věž · b5 černý pěšec · d5 černý jezdec · d4 bílý pěšec · g4 černý střelec · b3 bílý střelec · c3 bílý pěšec · d3 bílý dáma · e3 bílý střelec · g3 bílý pěšec · h3 černý dáma · a2 bílý pěšec · b2 bílý pěšec · d2 bílý jezdec · f2 bílý pěšec · h2 bílý pěšec · a1 bílý věž · e1 bílý věž · g1 bílý král | f8 černý věž · g8 černý král · f7 černý pěšec · g7 černý pěšec · h7 černý pěšec · a6 černý pěšec · c6 černý pěšec · d6 černý střelec · e6 černý věž · b5 černý pěšec · d5 černý jezdec · d4 bílý pěšec · g4 černý střelec · b3 bílý střelec · c3 bílý pěšec · d3 bílý dáma · e3 bílý střelec · g3 bílý pěšec · h3 černý dáma · a2 bílý pěšec · b2 bílý pěšec · d2 bílý jezdec · f2 bílý pěšec · h2 bílý pěšec · a1 bílý věž · e1 bílý věž · g1 bílý král | f8 černý věž · g8 černý král · f7 černý pěšec · g7 černý pěšec · h7 černý pěšec · a6 černý pěšec · c6 černý pěšec · d6 černý střelec · e6 černý věž · b5 černý pěšec · d5 černý jezdec · d4 bílý pěšec · g4 černý střelec · b3 bílý střelec · c3 bílý pěšec · d3 bílý dáma · e3 bílý střelec · g3 bílý pěšec · h3 černý dáma · a2 bílý pěšec · b2 bílý pěšec · d2 bílý jezdec · f2 bílý pěšec · h2 bílý pěšec · a1 bílý věž · e1 bílý věž · g1 bílý král | f8 černý věž · g8 černý král · f7 černý pěšec · g7 černý pěšec · h7 černý pěšec · a6 černý pěšec · c6 černý pěšec · d6 černý střelec · e6 černý věž · b5 černý pěšec · d5 černý jezdec · d4 bílý pěšec · g4 černý střelec · b3 bílý střelec · c3 bílý pěšec · d3 bílý dáma · e3 bílý střelec · g3 bílý pěšec · h3 černý dáma · a2 bílý pěšec · b2 bílý pěšec · d2 bílý jezdec · f2 bílý pěšec · h2 bílý pěšec · a1 bílý věž · e1 bílý věž · g1 bílý král | f8 černý věž · g8 černý král · f7 černý pěšec · g7 černý pěšec · h7 černý pěšec · a6 černý pěšec · c6 černý pěšec · d6 černý střelec · e6 černý věž · b5 černý pěšec · d5 černý jezdec · d4 bílý pěšec · g4 černý střelec · b3 bílý střelec · c3 bílý pěšec · d3 bílý dáma · e3 bílý střelec · g3 bílý pěšec · h3 černý dáma · a2 bílý pěšec · b2 bílý pěšec · d2 bílý jezdec · f2 bílý pěšec · h2 bílý pěšec · a1 bílý věž · e1 bílý věž · g1 bílý král | f8 černý věž · g8 černý král · f7 černý pěšec · g7 černý pěšec · h7 černý pěšec · a6 černý pěšec · c6 černý pěšec · d6 černý střelec · e6 černý věž · b5 černý pěšec · d5 černý jezdec · d4 bílý pěšec · g4 černý střelec · b3 bílý střelec · c3 bílý pěšec · d3 bílý dáma · e3 bílý střelec · g3 bílý pěšec · h3 černý dáma · a2 bílý pěšec · b2 bílý pěšec · d2 bílý jezdec · f2 bílý pěšec · h2 bílý pěšec · a1 bílý věž · e1 bílý věž · g1 bílý král | 7 |
| 6 | f8 černý věž · g8 černý král · f7 černý pěšec · g7 černý pěšec · h7 černý pěšec · a6 černý pěšec · c6 černý pěšec · d6 černý střelec · e6 černý věž · b5 černý pěšec · d5 černý jezdec · d4 bílý pěšec · g4 černý střelec · b3 bílý střelec · c3 bílý pěšec · d3 bílý dáma · e3 bílý střelec · g3 bílý pěšec · h3 černý dáma · a2 bílý pěšec · b2 bílý pěšec · d2 bílý jezdec · f2 bílý pěšec · h2 bílý pěšec · a1 bílý věž · e1 bílý věž · g1 bílý král | f8 černý věž · g8 černý král · f7 černý pěšec · g7 černý pěšec · h7 černý pěšec · a6 černý pěšec · c6 černý pěšec · d6 černý střelec · e6 černý věž · b5 černý pěšec · d5 černý jezdec · d4 bílý pěšec · g4 černý střelec · b3 bílý střelec · c3 bílý pěšec · d3 bílý dáma · e3 bílý střelec · g3 bílý pěšec · h3 černý dáma · a2 bílý pěšec · b2 bílý pěšec · d2 bílý jezdec · f2 bílý pěšec · h2 bílý pěšec · a1 bílý věž · e1 bílý věž · g1 bílý král | f8 černý věž · g8 černý král · f7 černý pěšec · g7 černý pěšec · h7 černý pěšec · a6 černý pěšec · c6 černý pěšec · d6 černý střelec · e6 černý věž · b5 černý pěšec · d5 černý jezdec · d4 bílý pěšec · g4 černý střelec · b3 bílý střelec · c3 bílý pěšec · d3 bílý dáma · e3 bílý střelec · g3 bílý pěšec · h3 černý dáma · a2 bílý pěšec · b2 bílý pěšec · d2 bílý jezdec · f2 bílý pěšec · h2 bílý pěšec · a1 bílý věž · e1 bílý věž · g1 bílý král | f8 černý věž · g8 černý král · f7 černý pěšec · g7 černý pěšec · h7 černý pěšec · a6 černý pěšec · c6 černý pěšec · d6 černý střelec · e6 černý věž · b5 černý pěšec · d5 černý jezdec · d4 bílý pěšec · g4 černý střelec · b3 bílý střelec · c3 bílý pěšec · d3 bílý dáma · e3 bílý střelec · g3 bílý pěšec · h3 černý dáma · a2 bílý pěšec · b2 bílý pěšec · d2 bílý jezdec · f2 bílý pěšec · h2 bílý pěšec · a1 bílý věž · e1 bílý věž · g1 bílý král | f8 černý věž · g8 černý král · f7 černý pěšec · g7 černý pěšec · h7 černý pěšec · a6 černý pěšec · c6 černý pěšec · d6 černý střelec · e6 černý věž · b5 černý pěšec · d5 černý jezdec · d4 bílý pěšec · g4 černý střelec · b3 bílý střelec · c3 bílý pěšec · d3 bílý dáma · e3 bílý střelec · g3 bílý pěšec · h3 černý dáma · a2 bílý pěšec · b2 bílý pěšec · d2 bílý jezdec · f2 bílý pěšec · h2 bílý pěšec · a1 bílý věž · e1 bílý věž · g1 bílý král | f8 černý věž · g8 černý král · f7 černý pěšec · g7 černý pěšec · h7 černý pěšec · a6 černý pěšec · c6 černý pěšec · d6 černý střelec · e6 černý věž · b5 černý pěšec · d5 černý jezdec · d4 bílý pěšec · g4 černý střelec · b3 bílý střelec · c3 bílý pěšec · d3 bílý dáma · e3 bílý střelec · g3 bílý pěšec · h3 černý dáma · a2 bílý pěšec · b2 bílý pěšec · d2 bílý jezdec · f2 bílý pěšec · h2 bílý pěšec · a1 bílý věž · e1 bílý věž · g1 bílý král | f8 černý věž · g8 černý král · f7 černý pěšec · g7 černý pěšec · h7 černý pěšec · a6 černý pěšec · c6 černý pěšec · d6 černý střelec · e6 černý věž · b5 černý pěšec · d5 černý jezdec · d4 bílý pěšec · g4 černý střelec · b3 bílý střelec · c3 bílý pěšec · d3 bílý dáma · e3 bílý střelec · g3 bílý pěšec · h3 černý dáma · a2 bílý pěšec · b2 bílý pěšec · d2 bílý jezdec · f2 bílý pěšec · h2 bílý pěšec · a1 bílý věž · e1 bílý věž · g1 bílý král | f8 černý věž · g8 černý král · f7 černý pěšec · g7 černý pěšec · h7 černý pěšec · a6 černý pěšec · c6 černý pěšec · d6 černý střelec · e6 černý věž · b5 černý pěšec · d5 černý jezdec · d4 bílý pěšec · g4 černý střelec · b3 bílý střelec · c3 bílý pěšec · d3 bílý dáma · e3 bílý střelec · g3 bílý pěšec · h3 černý dáma · a2 bílý pěšec · b2 bílý pěšec · d2 bílý jezdec · f2 bílý pěšec · h2 bílý pěšec · a1 bílý věž · e1 bílý věž · g1 bílý král | 6 |
| 5 | f8 černý věž · g8 černý král · f7 černý pěšec · g7 černý pěšec · h7 černý pěšec · a6 černý pěšec · c6 černý pěšec · d6 černý střelec · e6 černý věž · b5 černý pěšec · d5 černý jezdec · d4 bílý pěšec · g4 černý střelec · b3 bílý střelec · c3 bílý pěšec · d3 bílý dáma · e3 bílý střelec · g3 bílý pěšec · h3 černý dáma · a2 bílý pěšec · b2 bílý pěšec · d2 bílý jezdec · f2 bílý pěšec · h2 bílý pěšec · a1 bílý věž · e1 bílý věž · g1 bílý král | f8 černý věž · g8 černý král · f7 černý pěšec · g7 černý pěšec · h7 černý pěšec · a6 černý pěšec · c6 černý pěšec · d6 černý střelec · e6 černý věž · b5 černý pěšec · d5 černý jezdec · d4 bílý pěšec · g4 černý střelec · b3 bílý střelec · c3 bílý pěšec · d3 bílý dáma · e3 bílý střelec · g3 bílý pěšec · h3 černý dáma · a2 bílý pěšec · b2 bílý pěšec · d2 bílý jezdec · f2 bílý pěšec · h2 bílý pěšec · a1 bílý věž · e1 bílý věž · g1 bílý král | f8 černý věž · g8 černý král · f7 černý pěšec · g7 černý pěšec · h7 černý pěšec · a6 černý pěšec · c6 černý pěšec · d6 černý střelec · e6 černý věž · b5 černý pěšec · d5 černý jezdec · d4 bílý pěšec · g4 černý střelec · b3 bílý střelec · c3 bílý pěšec · d3 bílý dáma · e3 bílý střelec · g3 bílý pěšec · h3 černý dáma · a2 bílý pěšec · b2 bílý pěšec · d2 bílý jezdec · f2 bílý pěšec · h2 bílý pěšec · a1 bílý věž · e1 bílý věž · g1 bílý král | f8 černý věž · g8 černý král · f7 černý pěšec · g7 černý pěšec · h7 černý pěšec · a6 černý pěšec · c6 černý pěšec · d6 černý střelec · e6 černý věž · b5 černý pěšec · d5 černý jezdec · d4 bílý pěšec · g4 černý střelec · b3 bílý střelec · c3 bílý pěšec · d3 bílý dáma · e3 bílý střelec · g3 bílý pěšec · h3 černý dáma · a2 bílý pěšec · b2 bílý pěšec · d2 bílý jezdec · f2 bílý pěšec · h2 bílý pěšec · a1 bílý věž · e1 bílý věž · g1 bílý král | f8 černý věž · g8 černý král · f7 černý pěšec · g7 černý pěšec · h7 černý pěšec · a6 černý pěšec · c6 černý pěšec · d6 černý střelec · e6 černý věž · b5 černý pěšec · d5 černý jezdec · d4 bílý pěšec · g4 černý střelec · b3 bílý střelec · c3 bílý pěšec · d3 bílý dáma · e3 bílý střelec · g3 bílý pěšec · h3 černý dáma · a2 bílý pěšec · b2 bílý pěšec · d2 bílý jezdec · f2 bílý pěšec · h2 bílý pěšec · a1 bílý věž · e1 bílý věž · g1 bílý král | f8 černý věž · g8 černý král · f7 černý pěšec · g7 černý pěšec · h7 černý pěšec · a6 černý pěšec · c6 černý pěšec · d6 černý střelec · e6 černý věž · b5 černý pěšec · d5 černý jezdec · d4 bílý pěšec · g4 černý střelec · b3 bílý střelec · c3 bílý pěšec · d3 bílý dáma · e3 bílý střelec · g3 bílý pěšec · h3 černý dáma · a2 bílý pěšec · b2 bílý pěšec · d2 bílý jezdec · f2 bílý pěšec · h2 bílý pěšec · a1 bílý věž · e1 bílý věž · g1 bílý král | f8 černý věž · g8 černý král · f7 černý pěšec · g7 černý pěšec · h7 černý pěšec · a6 černý pěšec · c6 černý pěšec · d6 černý střelec · e6 černý věž · b5 černý pěšec · d5 černý jezdec · d4 bílý pěšec · g4 černý střelec · b3 bílý střelec · c3 bílý pěšec · d3 bílý dáma · e3 bílý střelec · g3 bílý pěšec · h3 černý dáma · a2 bílý pěšec · b2 bílý pěšec · d2 bílý jezdec · f2 bílý pěšec · h2 bílý pěšec · a1 bílý věž · e1 bílý věž · g1 bílý král | f8 černý věž · g8 černý král · f7 černý pěšec · g7 černý pěšec · h7 černý pěšec · a6 černý pěšec · c6 černý pěšec · d6 černý střelec · e6 černý věž · b5 černý pěšec · d5 černý jezdec · d4 bílý pěšec · g4 černý střelec · b3 bílý střelec · c3 bílý pěšec · d3 bílý dáma · e3 bílý střelec · g3 bílý pěšec · h3 černý dáma · a2 bílý pěšec · b2 bílý pěšec · d2 bílý jezdec · f2 bílý pěšec · h2 bílý pěšec · a1 bílý věž · e1 bílý věž · g1 bílý král | 5 |
| 4 | f8 černý věž · g8 černý král · f7 černý pěšec · g7 černý pěšec · h7 černý pěšec · a6 černý pěšec · c6 černý pěšec · d6 černý střelec · e6 černý věž · b5 černý pěšec · d5 černý jezdec · d4 bílý pěšec · g4 černý střelec · b3 bílý střelec · c3 bílý pěšec · d3 bílý dáma · e3 bílý střelec · g3 bílý pěšec · h3 černý dáma · a2 bílý pěšec · b2 bílý pěšec · d2 bílý jezdec · f2 bílý pěšec · h2 bílý pěšec · a1 bílý věž · e1 bílý věž · g1 bílý král | f8 černý věž · g8 černý král · f7 černý pěšec · g7 černý pěšec · h7 černý pěšec · a6 černý pěšec · c6 černý pěšec · d6 černý střelec · e6 černý věž · b5 černý pěšec · d5 černý jezdec · d4 bílý pěšec · g4 černý střelec · b3 bílý střelec · c3 bílý pěšec · d3 bílý dáma · e3 bílý střelec · g3 bílý pěšec · h3 černý dáma · a2 bílý pěšec · b2 bílý pěšec · d2 bílý jezdec · f2 bílý pěšec · h2 bílý pěšec · a1 bílý věž · e1 bílý věž · g1 bílý král | f8 černý věž · g8 černý král · f7 černý pěšec · g7 černý pěšec · h7 černý pěšec · a6 černý pěšec · c6 černý pěšec · d6 černý střelec · e6 černý věž · b5 černý pěšec · d5 černý jezdec · d4 bílý pěšec · g4 černý střelec · b3 bílý střelec · c3 bílý pěšec · d3 bílý dáma · e3 bílý střelec · g3 bílý pěšec · h3 černý dáma · a2 bílý pěšec · b2 bílý pěšec · d2 bílý jezdec · f2 bílý pěšec · h2 bílý pěšec · a1 bílý věž · e1 bílý věž · g1 bílý král | f8 černý věž · g8 černý král · f7 černý pěšec · g7 černý pěšec · h7 černý pěšec · a6 černý pěšec · c6 černý pěšec · d6 černý střelec · e6 černý věž · b5 černý pěšec · d5 černý jezdec · d4 bílý pěšec · g4 černý střelec · b3 bílý střelec · c3 bílý pěšec · d3 bílý dáma · e3 bílý střelec · g3 bílý pěšec · h3 černý dáma · a2 bílý pěšec · b2 bílý pěšec · d2 bílý jezdec · f2 bílý pěšec · h2 bílý pěšec · a1 bílý věž · e1 bílý věž · g1 bílý král | f8 černý věž · g8 černý král · f7 černý pěšec · g7 černý pěšec · h7 černý pěšec · a6 černý pěšec · c6 černý pěšec · d6 černý střelec · e6 černý věž · b5 černý pěšec · d5 černý jezdec · d4 bílý pěšec · g4 černý střelec · b3 bílý střelec · c3 bílý pěšec · d3 bílý dáma · e3 bílý střelec · g3 bílý pěšec · h3 černý dáma · a2 bílý pěšec · b2 bílý pěšec · d2 bílý jezdec · f2 bílý pěšec · h2 bílý pěšec · a1 bílý věž · e1 bílý věž · g1 bílý král | f8 černý věž · g8 černý král · f7 černý pěšec · g7 černý pěšec · h7 černý pěšec · a6 černý pěšec · c6 černý pěšec · d6 černý střelec · e6 černý věž · b5 černý pěšec · d5 černý jezdec · d4 bílý pěšec · g4 černý střelec · b3 bílý střelec · c3 bílý pěšec · d3 bílý dáma · e3 bílý střelec · g3 bílý pěšec · h3 černý dáma · a2 bílý pěšec · b2 bílý pěšec · d2 bílý jezdec · f2 bílý pěšec · h2 bílý pěšec · a1 bílý věž · e1 bílý věž · g1 bílý král | f8 černý věž · g8 černý král · f7 černý pěšec · g7 černý pěšec · h7 černý pěšec · a6 černý pěšec · c6 černý pěšec · d6 černý střelec · e6 černý věž · b5 černý pěšec · d5 černý jezdec · d4 bílý pěšec · g4 černý střelec · b3 bílý střelec · c3 bílý pěšec · d3 bílý dáma · e3 bílý střelec · g3 bílý pěšec · h3 černý dáma · a2 bílý pěšec · b2 bílý pěšec · d2 bílý jezdec · f2 bílý pěšec · h2 bílý pěšec · a1 bílý věž · e1 bílý věž · g1 bílý král | f8 černý věž · g8 černý král · f7 černý pěšec · g7 černý pěšec · h7 černý pěšec · a6 černý pěšec · c6 černý pěšec · d6 černý střelec · e6 černý věž · b5 černý pěšec · d5 černý jezdec · d4 bílý pěšec · g4 černý střelec · b3 bílý střelec · c3 bílý pěšec · d3 bílý dáma · e3 bílý střelec · g3 bílý pěšec · h3 černý dáma · a2 bílý pěšec · b2 bílý pěšec · d2 bílý jezdec · f2 bílý pěšec · h2 bílý pěšec · a1 bílý věž · e1 bílý věž · g1 bílý král | 4 |
| 3 | f8 černý věž · g8 černý král · f7 černý pěšec · g7 černý pěšec · h7 černý pěšec · a6 černý pěšec · c6 černý pěšec · d6 černý střelec · e6 černý věž · b5 černý pěšec · d5 černý jezdec · d4 bílý pěšec · g4 černý střelec · b3 bílý střelec · c3 bílý pěšec · d3 bílý dáma · e3 bílý střelec · g3 bílý pěšec · h3 černý dáma · a2 bílý pěšec · b2 bílý pěšec · d2 bílý jezdec · f2 bílý pěšec · h2 bílý pěšec · a1 bílý věž · e1 bílý věž · g1 bílý král | f8 černý věž · g8 černý král · f7 černý pěšec · g7 černý pěšec · h7 černý pěšec · a6 černý pěšec · c6 černý pěšec · d6 černý střelec · e6 černý věž · b5 černý pěšec · d5 černý jezdec · d4 bílý pěšec · g4 černý střelec · b3 bílý střelec · c3 bílý pěšec · d3 bílý dáma · e3 bílý střelec · g3 bílý pěšec · h3 černý dáma · a2 bílý pěšec · b2 bílý pěšec · d2 bílý jezdec · f2 bílý pěšec · h2 bílý pěšec · a1 bílý věž · e1 bílý věž · g1 bílý král | f8 černý věž · g8 černý král · f7 černý pěšec · g7 černý pěšec · h7 černý pěšec · a6 černý pěšec · c6 černý pěšec · d6 černý střelec · e6 černý věž · b5 černý pěšec · d5 černý jezdec · d4 bílý pěšec · g4 černý střelec · b3 bílý střelec · c3 bílý pěšec · d3 bílý dáma · e3 bílý střelec · g3 bílý pěšec · h3 černý dáma · a2 bílý pěšec · b2 bílý pěšec · d2 bílý jezdec · f2 bílý pěšec · h2 bílý pěšec · a1 bílý věž · e1 bílý věž · g1 bílý král | f8 černý věž · g8 černý král · f7 černý pěšec · g7 černý pěšec · h7 černý pěšec · a6 černý pěšec · c6 černý pěšec · d6 černý střelec · e6 černý věž · b5 černý pěšec · d5 černý jezdec · d4 bílý pěšec · g4 černý střelec · b3 bílý střelec · c3 bílý pěšec · d3 bílý dáma · e3 bílý střelec · g3 bílý pěšec · h3 černý dáma · a2 bílý pěšec · b2 bílý pěšec · d2 bílý jezdec · f2 bílý pěšec · h2 bílý pěšec · a1 bílý věž · e1 bílý věž · g1 bílý král | f8 černý věž · g8 černý král · f7 černý pěšec · g7 černý pěšec · h7 černý pěšec · a6 černý pěšec · c6 černý pěšec · d6 černý střelec · e6 černý věž · b5 černý pěšec · d5 černý jezdec · d4 bílý pěšec · g4 černý střelec · b3 bílý střelec · c3 bílý pěšec · d3 bílý dáma · e3 bílý střelec · g3 bílý pěšec · h3 černý dáma · a2 bílý pěšec · b2 bílý pěšec · d2 bílý jezdec · f2 bílý pěšec · h2 bílý pěšec · a1 bílý věž · e1 bílý věž · g1 bílý král | f8 černý věž · g8 černý král · f7 černý pěšec · g7 černý pěšec · h7 černý pěšec · a6 černý pěšec · c6 černý pěšec · d6 černý střelec · e6 černý věž · b5 černý pěšec · d5 černý jezdec · d4 bílý pěšec · g4 černý střelec · b3 bílý střelec · c3 bílý pěšec · d3 bílý dáma · e3 bílý střelec · g3 bílý pěšec · h3 černý dáma · a2 bílý pěšec · b2 bílý pěšec · d2 bílý jezdec · f2 bílý pěšec · h2 bílý pěšec · a1 bílý věž · e1 bílý věž · g1 bílý král | f8 černý věž · g8 černý král · f7 černý pěšec · g7 černý pěšec · h7 černý pěšec · a6 černý pěšec · c6 černý pěšec · d6 černý střelec · e6 černý věž · b5 černý pěšec · d5 černý jezdec · d4 bílý pěšec · g4 černý střelec · b3 bílý střelec · c3 bílý pěšec · d3 bílý dáma · e3 bílý střelec · g3 bílý pěšec · h3 černý dáma · a2 bílý pěšec · b2 bílý pěšec · d2 bílý jezdec · f2 bílý pěšec · h2 bílý pěšec · a1 bílý věž · e1 bílý věž · g1 bílý král | f8 černý věž · g8 černý král · f7 černý pěšec · g7 černý pěšec · h7 černý pěšec · a6 černý pěšec · c6 černý pěšec · d6 černý střelec · e6 černý věž · b5 černý pěšec · d5 černý jezdec · d4 bílý pěšec · g4 černý střelec · b3 bílý střelec · c3 bílý pěšec · d3 bílý dáma · e3 bílý střelec · g3 bílý pěšec · h3 černý dáma · a2 bílý pěšec · b2 bílý pěšec · d2 bílý jezdec · f2 bílý pěšec · h2 bílý pěšec · a1 bílý věž · e1 bílý věž · g1 bílý král | 3 |
| 2 | f8 černý věž · g8 černý král · f7 černý pěšec · g7 černý pěšec · h7 černý pěšec · a6 černý pěšec · c6 černý pěšec · d6 černý střelec · e6 černý věž · b5 černý pěšec · d5 černý jezdec · d4 bílý pěšec · g4 černý střelec · b3 bílý střelec · c3 bílý pěšec · d3 bílý dáma · e3 bílý střelec · g3 bílý pěšec · h3 černý dáma · a2 bílý pěšec · b2 bílý pěšec · d2 bílý jezdec · f2 bílý pěšec · h2 bílý pěšec · a1 bílý věž · e1 bílý věž · g1 bílý král | f8 černý věž · g8 černý král · f7 černý pěšec · g7 černý pěšec · h7 černý pěšec · a6 černý pěšec · c6 černý pěšec · d6 černý střelec · e6 černý věž · b5 černý pěšec · d5 černý jezdec · d4 bílý pěšec · g4 černý střelec · b3 bílý střelec · c3 bílý pěšec · d3 bílý dáma · e3 bílý střelec · g3 bílý pěšec · h3 černý dáma · a2 bílý pěšec · b2 bílý pěšec · d2 bílý jezdec · f2 bílý pěšec · h2 bílý pěšec · a1 bílý věž · e1 bílý věž · g1 bílý král | f8 černý věž · g8 černý král · f7 černý pěšec · g7 černý pěšec · h7 černý pěšec · a6 černý pěšec · c6 černý pěšec · d6 černý střelec · e6 černý věž · b5 černý pěšec · d5 černý jezdec · d4 bílý pěšec · g4 černý střelec · b3 bílý střelec · c3 bílý pěšec · d3 bílý dáma · e3 bílý střelec · g3 bílý pěšec · h3 černý dáma · a2 bílý pěšec · b2 bílý pěšec · d2 bílý jezdec · f2 bílý pěšec · h2 bílý pěšec · a1 bílý věž · e1 bílý věž · g1 bílý král | f8 černý věž · g8 černý král · f7 černý pěšec · g7 černý pěšec · h7 černý pěšec · a6 černý pěšec · c6 černý pěšec · d6 černý střelec · e6 černý věž · b5 černý pěšec · d5 černý jezdec · d4 bílý pěšec · g4 černý střelec · b3 bílý střelec · c3 bílý pěšec · d3 bílý dáma · e3 bílý střelec · g3 bílý pěšec · h3 černý dáma · a2 bílý pěšec · b2 bílý pěšec · d2 bílý jezdec · f2 bílý pěšec · h2 bílý pěšec · a1 bílý věž · e1 bílý věž · g1 bílý král | f8 černý věž · g8 černý král · f7 černý pěšec · g7 černý pěšec · h7 černý pěšec · a6 černý pěšec · c6 černý pěšec · d6 černý střelec · e6 černý věž · b5 černý pěšec · d5 černý jezdec · d4 bílý pěšec · g4 černý střelec · b3 bílý střelec · c3 bílý pěšec · d3 bílý dáma · e3 bílý střelec · g3 bílý pěšec · h3 černý dáma · a2 bílý pěšec · b2 bílý pěšec · d2 bílý jezdec · f2 bílý pěšec · h2 bílý pěšec · a1 bílý věž · e1 bílý věž · g1 bílý král | f8 černý věž · g8 černý král · f7 černý pěšec · g7 černý pěšec · h7 černý pěšec · a6 černý pěšec · c6 černý pěšec · d6 černý střelec · e6 černý věž · b5 černý pěšec · d5 černý jezdec · d4 bílý pěšec · g4 černý střelec · b3 bílý střelec · c3 bílý pěšec · d3 bílý dáma · e3 bílý střelec · g3 bílý pěšec · h3 černý dáma · a2 bílý pěšec · b2 bílý pěšec · d2 bílý jezdec · f2 bílý pěšec · h2 bílý pěšec · a1 bílý věž · e1 bílý věž · g1 bílý král | f8 černý věž · g8 černý král · f7 černý pěšec · g7 černý pěšec · h7 černý pěšec · a6 černý pěšec · c6 černý pěšec · d6 černý střelec · e6 černý věž · b5 černý pěšec · d5 černý jezdec · d4 bílý pěšec · g4 černý střelec · b3 bílý střelec · c3 bílý pěšec · d3 bílý dáma · e3 bílý střelec · g3 bílý pěšec · h3 černý dáma · a2 bílý pěšec · b2 bílý pěšec · d2 bílý jezdec · f2 bílý pěšec · h2 bílý pěšec · a1 bílý věž · e1 bílý věž · g1 bílý král | f8 černý věž · g8 černý král · f7 černý pěšec · g7 černý pěšec · h7 černý pěšec · a6 černý pěšec · c6 černý pěšec · d6 černý střelec · e6 černý věž · b5 černý pěšec · d5 černý jezdec · d4 bílý pěšec · g4 černý střelec · b3 bílý střelec · c3 bílý pěšec · d3 bílý dáma · e3 bílý střelec · g3 bílý pěšec · h3 černý dáma · a2 bílý pěšec · b2 bílý pěšec · d2 bílý jezdec · f2 bílý pěšec · h2 bílý pěšec · a1 bílý věž · e1 bílý věž · g1 bílý král | 2 |
| 1 | f8 černý věž · g8 černý král · f7 černý pěšec · g7 černý pěšec · h7 černý pěšec · a6 černý pěšec · c6 černý pěšec · d6 černý střelec · e6 černý věž · b5 černý pěšec · d5 černý jezdec · d4 bílý pěšec · g4 černý střelec · b3 bílý střelec · c3 bílý pěšec · d3 bílý dáma · e3 bílý střelec · g3 bílý pěšec · h3 černý dáma · a2 bílý pěšec · b2 bílý pěšec · d2 bílý jezdec · f2 bílý pěšec · h2 bílý pěšec · a1 bílý věž · e1 bílý věž · g1 bílý král | f8 černý věž · g8 černý král · f7 černý pěšec · g7 černý pěšec · h7 černý pěšec · a6 černý pěšec · c6 černý pěšec · d6 černý střelec · e6 černý věž · b5 černý pěšec · d5 černý jezdec · d4 bílý pěšec · g4 černý střelec · b3 bílý střelec · c3 bílý pěšec · d3 bílý dáma · e3 bílý střelec · g3 bílý pěšec · h3 černý dáma · a2 bílý pěšec · b2 bílý pěšec · d2 bílý jezdec · f2 bílý pěšec · h2 bílý pěšec · a1 bílý věž · e1 bílý věž · g1 bílý král | f8 černý věž · g8 černý král · f7 černý pěšec · g7 černý pěšec · h7 černý pěšec · a6 černý pěšec · c6 černý pěšec · d6 černý střelec · e6 černý věž · b5 černý pěšec · d5 černý jezdec · d4 bílý pěšec · g4 černý střelec · b3 bílý střelec · c3 bílý pěšec · d3 bílý dáma · e3 bílý střelec · g3 bílý pěšec · h3 černý dáma · a2 bílý pěšec · b2 bílý pěšec · d2 bílý jezdec · f2 bílý pěšec · h2 bílý pěšec · a1 bílý věž · e1 bílý věž · g1 bílý král | f8 černý věž · g8 černý král · f7 černý pěšec · g7 černý pěšec · h7 černý pěšec · a6 černý pěšec · c6 černý pěšec · d6 černý střelec · e6 černý věž · b5 černý pěšec · d5 černý jezdec · d4 bílý pěšec · g4 černý střelec · b3 bílý střelec · c3 bílý pěšec · d3 bílý dáma · e3 bílý střelec · g3 bílý pěšec · h3 černý dáma · a2 bílý pěšec · b2 bílý pěšec · d2 bílý jezdec · f2 bílý pěšec · h2 bílý pěšec · a1 bílý věž · e1 bílý věž · g1 bílý král | f8 černý věž · g8 černý král · f7 černý pěšec · g7 černý pěšec · h7 černý pěšec · a6 černý pěšec · c6 černý pěšec · d6 černý střelec · e6 černý věž · b5 černý pěšec · d5 černý jezdec · d4 bílý pěšec · g4 černý střelec · b3 bílý střelec · c3 bílý pěšec · d3 bílý dáma · e3 bílý střelec · g3 bílý pěšec · h3 černý dáma · a2 bílý pěšec · b2 bílý pěšec · d2 bílý jezdec · f2 bílý pěšec · h2 bílý pěšec · a1 bílý věž · e1 bílý věž · g1 bílý král | f8 černý věž · g8 černý král · f7 černý pěšec · g7 černý pěšec · h7 černý pěšec · a6 černý pěšec · c6 černý pěšec · d6 černý střelec · e6 černý věž · b5 černý pěšec · d5 černý jezdec · d4 bílý pěšec · g4 černý střelec · b3 bílý střelec · c3 bílý pěšec · d3 bílý dáma · e3 bílý střelec · g3 bílý pěšec · h3 černý dáma · a2 bílý pěšec · b2 bílý pěšec · d2 bílý jezdec · f2 bílý pěšec · h2 bílý pěšec · a1 bílý věž · e1 bílý věž · g1 bílý král | f8 černý věž · g8 černý král · f7 černý pěšec · g7 černý pěšec · h7 černý pěšec · a6 černý pěšec · c6 černý pěšec · d6 černý střelec · e6 černý věž · b5 černý pěšec · d5 černý jezdec · d4 bílý pěšec · g4 černý střelec · b3 bílý střelec · c3 bílý pěšec · d3 bílý dáma · e3 bílý střelec · g3 bílý pěšec · h3 černý dáma · a2 bílý pěšec · b2 bílý pěšec · d2 bílý jezdec · f2 bílý pěšec · h2 bílý pěšec · a1 bílý věž · e1 bílý věž · g1 bílý král | f8 černý věž · g8 černý král · f7 černý pěšec · g7 černý pěšec · h7 černý pěšec · a6 černý pěšec · c6 černý pěšec · d6 černý střelec · e6 černý věž · b5 černý pěšec · d5 černý jezdec · d4 bílý pěšec · g4 černý střelec · b3 bílý střelec · c3 bílý pěšec · d3 bílý dáma · e3 bílý střelec · g3 bílý pěšec · h3 černý dáma · a2 bílý pěšec · b2 bílý pěšec · d2 bílý jezdec · f2 bílý pěšec · h2 bílý pěšec · a1 bílý věž · e1 bílý věž · g1 bílý král | 1 |
|   | a | b | c | d | e | f | g | h |   |

9. exd5
po 9. d3 je bílý rád za rovnou hru; po 9. d4 má černý pohodlnou pozici
9… Jxd5
po ostrém 9… e4?! 10. dxc6 exf3 11. d4! dosáhne bílý převahy
10. Jxe5
přijímá oběť, jiné tahy by byly vzdáním se boje o iniciativu
10… Jxe5 11. Vxe5 c6
hlavní pokračování
- 11… Jf6 hrál již neúspěšně při premiéře varianty Marshall proti Capablancovi

- 11... Sb7 platí za solidní tah, černý se snaží o figurovou protihru, bílý odpovídá 12. Df3 nebo 12. d4

12. d4
- 12. Sxd5 cxd5 dává černému výbornou protihru;
- 12. Ve1 Sd6 přechází většinou s přehozením tahů do variant 12. d4 a 12.d3 samostatné může být 13. g3!? nerozhodne-li se černý přejít tahem 13… Dd7 s dalším 14… Dh3
- 12. g3 Sd6 13. Ve1 - 12. Ve1

- 12. d3!? Moderní varianta; objevuje se často a je v ní cílem bílého neoslabovat pole e4; po 12… Sd6 13. Ve1 černý může hrát buď 13… Dh3 14. g3 Dh3 15. Ve4! se složitou hrou nebo 13… Sf5 14. Df3 s kompenzací

12… Sd6 13. Ve1
Méně častý je ústup 13. Ve2 kde může černý pokračovat klasicky 13… Dh4 s kompenzací nebo 13… Sc7 s nejasnou hrou
13… Dh4 14. g3 Dh3 15. Se3
hlavní linie klasické varianty;
- 15. Sxd5 cxd5 dává černému pohodlnou hru
- 15. Ve4!? je nyní v módě, výpad věží je podobný jako v Moderní variantě, černý zde nejčastěji odpovídá 15… g5 a hra je velmi složitá

15… Sg4 16. Dd3 Vae8
nejlepší, vzácně se objevuje i 17… f5 18.f4
17. Jd2 Ve6
alternativou je zde 17… f5 18. f4 Kh8 s nejasnou hrou
18. a4
nejlepší; po jiných tazích je na tom černý velmi dobře
18… Dh5
alternativami jsou zde
- 18… f5 s nejasnou hrou
- 18… bxa4 19. Vxa4 f5 s kompenzací

19. axb5 axb5 20. Df1
možné je i 20. Je4 Sf5 nebo 20. Jf1 Sf5 obojí s vyrovnanou hrou
20… Vfe8
nebo 20… Sh3 s nejasnou hrou
21. Sxd5 Dxd5 díky dvojici střelců a aktivnímu postavení má černý dostatečnou kompenzaci za pěšce